# 日本近代科技发明列表
日本近代科技发明列表列出了日本自明治维新以来的发明，但列表并不完整。

## 前提
这里只列出发明，对于某种产品的外观设计和功能提升没有必要列出。如2013年LG推出的世界上最薄液晶面板、华为推出全球最薄手机Ascend P6等，所谓最薄只是因不同时代而定，除非外观设计的不同发展至另一个新层面技术或产品如超极本 (笔记本的缩小版) 、平板手机 (平板电脑的缩小版) 等等。第二种情况是功能，如全球首款Tegra 4手机中兴U988S，同样的定义能有全球首款Tegra 3、Tegra 2、Tegra智能手机等等，所谓首款或第一款只是根据不同时代的CPU提升。还有如全球最强超级计算机天河二号，同样的定义能有当年全球最强超级计算机K computer、Titan等等，所谓最强只是因不同时代而定。正如同古巴比伦人和埃及人于公元前2千年发现了圆周率 (π) ，而祖冲之将之计算到3.1415926，其后印度人马德哈瓦又将之计算到3.14159265359一样，后者都不能算发明或发现。
对于一些将已有的技术加以改良或优化也没有必要列出，因为不能视为发明或创新，如2011年推出的基于安卓系统和iOS外观的MIUI，即不能称作独立OS，也不能视为第一款基于安卓的ROM如“Android ROM之父”CyanogenMod。

## 列表

### 战前
- 自动织布机：最早的自动织布机是1924年丰田自动织机制造的Type G。[9][10]

- 海上发起的空中攻击：1914年9月5日若宫丸在青岛战役首实现了世界历史上从海上发起的空中攻击。若宫丸原来是海军运输船，后改装成了一艘水上飞机母舰 (航母的前身) ，载有四架法国制法尔曼水上飞机。在青岛攻防战中，出动了49次，向德军阵地的通信和指挥中心投弹190颗，是战争史上第一次从海上实行的空中攻击，一直到11月7日德军投降。[11][12][13][14]

- 航空母舰：日本凤翔号航空母舰为最早完工并服役的航母，于1919年12月16日动工，1921年11月13日下水，并在1922年12月22日完工服役，英国竞技神号航空母舰动工比凤翔早，于1918年1月15日动工，1919年9月11日下水，[15]1923年7月才完工，[16]另一种说法是1924年2月18日同时完工并服役。[17]日本于1918年3月12日批准八六舰队完成计划开始建造航母，[18][19]其中计划建造的包括翔鹤型，还有另外一艘未定舰名的姊妹舰，翔鹤型于1922年中止建造计划。[20]

- 日文打字机：杉本京太于1929年发明了日文打字机。[21]

### 50、60、70年代
- 8英寸软碟：1952年中松義郎发明8英寸软盘，但是IBM公司并不认可这项发明是由中松博士独立完成的这个说法，IBM坚称是自己公司的工程师团队于1969年开发了最初的软盘。[22][23][24]

- 全电动计算器：卡西欧公司于1957年6月开发出世界上第一款全电动式计算器14-A，是当时最轻小的电子计算器。[25][26][27]

- 卡式录像带：索尼在1969年10月展示了一种卡式录像带的原型，并在1970年3月与其它七家合作制造商一起开发了一个工业标准。1971年9月在日本展示的索尼U-matic系统是世界上第一个商业化的卡式录像带格式。U-matic的卡式录像带使用3/4英寸或19毫米磁带，有60分钟的播放时间。索尼还推出了录像带的播放机VP-1100和录像机VO-1700。[28]

- VHS：日本JVC公司在1971年发明了卡式录像带Video Home System格式，简称VHS，VHS录像带使用1/2英寸或12.7毫米磁带。[29]在成为领导格式之后，接下来的30年JVC公司以VHS、Super VHS、VHS Compact、Digital VHS等等卡式录像带占据了家用录像市场并获得钜额收益。[30]

- VHS录像机：日本JVC公司于1976年9月9日展示了世界上第一台VHS录像机HR-3300，并于10月31日在日本上市。[31][32]

- Beta：索尼公司于1975年5月10日发布了卡式录像带Beta格式，和JVC公司的VHS录像带一样Beta录像带使用1/2英寸或12.7毫米磁带。[33][34]其后索尼的Betamax录像带与JVC公司的VHS录像带发生了录像带格式战，最终Beta的销量滑落使得VHS赢得格式战；1981年，美国的Beta销售量下滑至25%，在英国Beta有25%市占率，但到了1986年下滑至7.5%并持续下滑。索尼也开始在1988年销售VHS录像机。[35][36]

- Beta录像机：索尼公司于1975年11月在美国发布了电视与录像机结合的Beta一体机LV-1901，在1976年又推出Beta录像机SL-7200。[37]

- 第三人称射击游戏类型：在游戏里只要能观看玩家控制角色、队友、敌友都属于广义上第三人称视角游戏，但严格上在游戏语术里说的第三人称射击游戏类型指的是以尾随镜头观看控制角色的第三人称视角游戏，因此玩家一般看到控制角色背面，而不是顶面、侧面。[38][39]由于早期2D游戏的局限性这些游戏都是固定视角游戏，与第一人称射击游戏类型或FPS一样，第三人称射击游戏或TPS在早期发展史上都是非人物游戏类型，包括任天堂公司于1979年12月推出街机游戏《Radar Scope（英语：Radar Scope）》，[40][41][42][43]以尾随镜头观看的步行游戏为日本科乐美公司于1987年2月20日推出的街机游戏《魂斗罗》，但仅出现于部分场景，[44]其后全程采用尾随镜头观看的步行游戏为日本史克威尔公司于1987推出的《The 3-D Battles of WorldRunner（英语：The 3-D Battles of WorldRunner）》、[45][46]日本科乐美公司于1988推出的《餓流禍（英语：Devastators）》、[44][47]日本TAD公司于1988推出的《Cabal（英语：Cabal (video game)）》[48]等等。最早一批以自由视角的尾随镜头观看角色的射击游戏是任天堂公司于1993年2月21日推出的《星际火狐》[49][50]和法国Delphine Software公司于1995年推出的步行游戏《Fade to Black（英语：Fade to Black (video game)）》，[51][52][53]这两款游戏都属于3D游戏。

- 游戏剧情动画：剧情动画或cutscene最早由美国游戏设计师罗恩·吉伯特于1987年定名。[54]最早一批在游戏加入剧情动画的游戏为街机游戏，包括日本太东公司于1979年9月推出的《太空侵略者2（英语：List of Space Invaders video games）》；[55][56][57]任天堂公司于1979年10月推出的《Sheriff（英语：Sheriff (video game)）》；[58]日本南梦宫公司于1980年推出的《吃豆人》；[59][60]任天堂公司于1981年推出的《大金刚》。[60]最早的全动态影像的游戏剧情动画为日本Data East公司于1983年推出的激光影碟游戏《Bega's Battle》。[61][62]时间最长的游戏剧情动画为的日本科乐美公司于2008年6月12日推出的《合金装备4》，长达27分钟。[63]

- 潜行游戏类型：最早的潜行游戏类型为日本游戏设计师鈴木寛于1979年11月开发的电脑游戏《行窃少年》，玩家需要操作男孩从便利店的柜台中盗取现金，在行动过程中要避免被店内工作人员发现；[64][65]鈴木寛于1980年11月开发了该电脑游戏的续集《行窃少女》。[66][67]该游戏还影响了日本太东公司于1980年4月推出的另一款潜行街机游戏《鲁邦三世》。被载入《吉尼斯世界纪录》的世界上第一款潜行游戏类型为日本SEGA公司于1981年推出的街机游戏《005》。[68][69][70]美国Muse Software公司于1981年推出的电脑游戏《德军总部》也属于早期的潜行游戏类型。[71]在进入3D游戏时代之前比较知名的潜行游戏类型为《超越德军总部（英语：Beyond Castle Wolfenstein）》(1984年)、[72][73][74]《合金装备》(1987年)[71]等等；进入3D游戏时代，比较知名的潜行游戏类型为《天诛》(1998年)、[75][76]《神偷》(1998年)、[75]《杀手：代号47》(2000年)、[71][77]《刺客信条》(2007年)[78]等等。一些3D第三人称射击游戏，例如《古墓丽影》(2013年)、[79]《神秘海域》(2007年)[79][80][81]等等，也加入了潜行游戏类型元素。

- 移动电视：日本松下公司于1970年推出全球首款手提电视TR-001，带有1.5英寸黑白CRT屏幕，电视身长191mm，高114mm，为当时最小的电视，带有内置蓄电池并可携带。[82][83][84][85]

- 人形机器人：人形机器人与双腿有膝机器人、手臂机器不同；英文词里Robot不仅能指机器“人”，也能指工业机械手臂。人形机器人目前没有完善的定义，不过据美国爱达荷国家实验室 (INL)，必须具备感知能力、沟通、学习与适应能力、移动的双腿、手臂的控制与灵巧的操作。[86][87]日本机器人占据世界比列40%，其次32%为欧洲，和16%为北美。[88][89]1973年早稻田大学加藤一郎设计建造了世界上第一个完整的人形机器人Waseda Robot-1，简称Wabot-1。Wabot-1的身高2米，体重160公斤，在胸部有人工眼睛、耳朵和嘴巴，手上还装有触觉传感器，共26个自由度关节，能进行预先规定范围内的对话，根据语言命令巡视周围，找到物体，并测出与物体的距离，然后走到目标前，抓住目标再返回原地。[90][91][92][93][94]1984年又计出专用音乐人形机器人Wabot-2，四肢有50个关节自由度，胳膊和手的自由度要丰富一些，机器人能与人对话，用眼睛读乐谱并可在Yamaha FX-1键盘上演奏相当难度的曲子，曾在1985年日本筑波国际科技博览会展出。[95][96]

### 80年代

#### 上半叶
- 快速成型：1981年日本名古屋市工业研究所的兒玉秀雄是第一个提出了快速成型的技术设想，以多层叠加并固化来产生实体。3D打印亦称快速成型，是快速成型技术之一。[97][98][99][100]

- CD：1976年索尼公司成功研制出第一张激光读出型数码音频光盘 (Digital Audio Disc)。1979年索尼与飞利浦公司合作，共同研制C型DAD，即相对于直径12英寸的LaserDisc或DAD唱片而言的小型数码光盘，CD由此得名。1980年6月索尼和飞利浦公司将标准命名为红皮书，其中定义了光盘的直径。[101][102][103]1985年黄皮书被制定，使得CD能够适应各种二进制数据，CD-ROM诞生，1988年6月13日日本太阳诱电公司，由於成功开发了CD-R，推出首批CD-R光盘，1990年橙皮书第二部份被制定，1996年10月索尼、理光、飞利浦和惠普公司增补橙皮书，定名第三部份，并推出CD-RW，[104][105][106][107]世界上第一台CD-RW刻录机为日本理光公司推出的MP6200S，并在1997年3月13日CeBit展会上展出，售价620美元，Yamaha也于6月推出CD-RW刻录机CRW4001。[108][109][110][111]1998年8月15日苹果电脑推出第一代iMac系列G3，是第一台采用CD光驱动器的电脑，包括G3软件也是CD光盘，1999年6月21日推出的iBook G3是第一台采用CD光驱动器的苹果笔记本。[112][113][114]

- CD播放机：1982年10月1日，索尼在日本市场推出了世界上第一台CD播放机CDP-101（英语：Sony CDP-101）。[115]世界上首张CD专辑Billy Joel的《52nd Street》也同时发布。[116]

- Discman：Discman即CD隨身聽，如同索尼公司于1979年推出的Walkman卡带隨身聽，最早的Discman为索尼D-50或D-5 (北美销售型号) 于1984年11月10日推出，当时售价49,800日元或350美元。[117][118][119]

- 电子单反相机：电子相机或静态视频相机可以说是完全数码化相机的前身。[120]1981年8月25日索尼公司发售了世界上第一款不用胶片的单反相机、世界上第一款电子单反相机Magnetic Video Camera，简称Mavica，采用2英寸的磁盘作为存储媒介。[121][122][123][124]此后电子单反相机，例如索尼ProMavica MVC-5000 (1989年) 、[125]MVC-7000 (1992年) 、[126]佳能RC-701和RC-760 (1987年) 、[127]美能达Maxxum 7000和9000 (1985年) 、[128]启能CP9-AF (1988年) 、[129]尼康SVC (1986年) 、[130]QV-1000C (1988年) ，[131]都以2英寸的磁盘作为存储媒介，省去了在更换胶卷时导致底片彻底曝光的不方便麻烦。[132]

- 电视手表：日本愛普生公司于1982年7月16日或9月23日推出全球第一款液晶显示屏电视手表T001，带有1.2英寸的单色液晶显示屏，同时它还配有耳机和一个大小与索尼Walkman类似的可携带的电视接收器TR02-01，拨动接收器上的转换轮可以观看或收听选者的节目或电台。手表有两个屏幕，位于顶部的狭窄屏幕用于显示时间、日历以及闹钟功能，而下面的蓝色屏幕则用来显示影像，这款手表被堪称为智能手表始祖。[133][134]

- 计算机手表、触摸屏手表：日本愛普生公司分别于1983年和1984年推出全球第一款配有物理键盘的手表、第一款计算机式手表Data-2000和UC-2000，两款手表都带有可拆组的外接全键盘扩展坞，通过无线方式链接，拥有能够存储2000字符容量的备忘录功能，为智能手表史上的重要里程碑，该公司于1984年至1985年又推出类似产品UC-3000和Memo Diary。[135][136][137][138]愛普生公司于1985年推出全球第一款搭载处理器的手表、第一款可运行计算机应用的手表、第一款配有触摸屏的手表RC-20，它具有Zilog Z80 8位微处理器，8K的ROM和2K的RAM，该产品没有按键，使用触摸屏，通过RS-232C电缆可链接至IBM PC、IBM PCjr（英语：IBM PCjr）、Apple IIc和Apple IIe（英语：Apple IIe）电脑。[139][140]

- 笔记本电脑：爱普生公司于1981年11月18日在拉斯维加斯的COMDEX展览会上发布了一款采用液晶显示器及带有内置蓄电池的笔记本电脑HC-20（英语：HX-20），该笔记本在北美销售型号为HX-20，由爱普生公司员工横澤由紀夫于1980年7月设计出。[141][142][143][144][145]HX-20是广泛承认的世界上第一台真正的笔记本电脑，其重量仅有1.6公斤，而且内建可续航50小时的镍镉电池。[146][147][148][149][150][151]同年4月3日美国Osborne计算机公司也推出了Osborne 1，不过该计算机使用CRT显示器，没有内置电池，其体积庞大，重达10.7公斤，不容易携带。[150][152]第一台翻盖型专业笔记本是1982年美国Grid Systems公司推出的GRiD Compass 1101，重量5公斤，但由于售价太高，只有一些政府单位、军队、以及太空总署的太空任务得以使用。[153][154]东芝也遂在1985年11月推出了9英寸液晶单色显示屏T1100笔记本电脑，T1100被认为是世界首台广泛销售于市场的笔记本电脑。[155][156][157]

- 3.5英寸软盘：1981年索尼首次发布3.5英寸软盘，1982年世界上第一台使用3.5英寸软驱的电脑是索尼SMC 70，[158]苹果公司1984年1月24日推出的Macintosh 128K也首次使用3.5英寸软驱。[159][160]3.5英寸软盘随后成为主流和最影响力的软盘格式，取代了市场上主流的5.25.英寸软盘及2英寸、2.5英寸、3英寸软盘。[161][162]软盘标志甚至成为许多软件，例如Office的储存图标。[163][164]

- 2英寸软盘：2英寸软盘俗称Video Floppy，简称VF，第一批最早的2英寸软盘是索尼为了配合单反相机Mavica在1981年推出的存储媒介Mavipack，随后又陆续推出2.0版本Hi-VF。[165]在80年代和90年代初各厂牌都为自己的摄像机、相机、单反相机推出可多次擦写的2英寸软盘作为存储媒介，每片售价6-10美元，[132]美国天顶电子于1989年推出的小型笔记本Minisport也采用日本富士LT-1的2英寸软盘。[166][167]

- D-pad：D-pad的雏形在任天堂十字键出现以前在日本的两款街机游戏上就已经出现，日本UPL（英语：UPL）公司于1976年推出的《Blockade（英语：Blockade (video game)）》游戏以及日本SNK公司于1981年推出《Vanguard》街机游戏就有由四个方向的圆形按键组成的类似十字键的操控界面；[168][169]但真正的十字键由任天堂发明，1982年6月3日任天堂的开发部部长横井军平推出了日后被称为“D-Pad”的操控界面的十字键的掌上游戏机，由四方向移动的扁平十字形按键组成，D-pad最早出现在Game & Watch掌上游戏机系列的DK-52《大金刚》游戏。[170][171]早期的游戏主机游戏控制器都以小旋轮、摇杆为主，D-pad随后成为游戏手柄的主流，包括微软的Xbox在内。

- 越肩视角游戏类型：越肩视角（英语：Over the shoulder shot）属于第三人称视角游戏类型的衍生板，以尾随镜头观看，特点是镜头在后方肩上，因此只能看到控制人物角色的膝盖或腰以上，越肩视角游戏类型不特指射击游戏。[172][173]越肩视角游戏类型在早期发展史上的游戏都是格斗游戏，包括任天堂公司于1983年推出的《拳无虚发》、[174][175]日本ADK公司于1990年推出的《Crossed Swords（英语：Crossed Swords (video game)）》、[176][177]日本万普公司于1993年推出的《Dragon Ball Z V.R.V.S》[178][179]等等。法国育碧蒙特利尔公司于2002年11月12日推出的《Splinter Cell》是最早以越肩视角来切换瞄射模式的人物射击游戏之一，[180]而最早的全程采用越肩视角的人物射击游戏，包括不在切换模式下、以及切换模式后以越肩视角观看人物角色的游戏为日本卡普空公司于2005年1月11日推出的《生化危机4》。[181]

- 恐怖游戏类型：最早的恐怖游戏是日本太东公司员工滝口明和三橋正幸设计的《AX-2: Uchuu Yusousen Nostromo》，这款科幻恐怖电脑游戏受到了另一款日本隐蔽类游戏《Manbiki Shoujo》(1980年) 和美国电影《异形》(1979年) 所启发，被认为是最早的恐怖游戏类型，于1981年被日本ASCII公司发行。[182][183]美国雅達利公司于1981年12月31日推出的《Haunted House（英语：Haunted House (video game)）》也属于早期的恐怖游戏。[184]最为知名的早期恐怖游戏为日本卡普空公司于1989年12月15日推出的《Sweet Home》部分影响了该公司于1996年3月22日推出的《生化危机》，[185]不过《生化危机》里固定镜头的机位摆放释出的电影效果则是受到了法国英宝格公司于1992年推出的《鬼屋魔影》影响。[186][187]

- 平台游戏类型：在2D游戏时代平台游戏类型为横向卷轴游戏。最早的平台游戏类型为日本UPL（英语：UPL）公司于1980年11月推出的街机游戏《Space Panic（英语：Space Panic）》；[188][189]最早在不同平台间进行跳跃、翻过障碍物的平台游戏类型为任天堂公司于1981年7月9日推出的街机游戏《大金刚》；[50][190]最早的横向卷轴的平台射击游戏类型为日本ADK公司在北美于1981年推出的街机游戏《Jump Bug（英语：Jump Bug）》。[191][192]在进入3D游戏时代之前比较知名的横向卷轴的平台游戏类型为《超级马里奥兄弟》(1985年)、《洛克人》(1987年)、《索尼克》(1991年) 等等。进入3D游戏时代，平台游戏类型在游戏主机和电脑上已经很罕见，比较知名的为《超级马里奥64》(1996年6月)、《古惑狼》(1996年9月) 等等，但一般以3D第三人称射击游戏出现，例如《古墓丽影》(1996年)、[50][193]《神秘海域》(2007年) 等等；[194]随着智能手机平台的兴起，很多游戏公司开始推出平台游戏类型，一部分为无线跑步平台游戏，平台游戏在制作上节约，适合智能手机的较低性能以及触屏上的单键控制。[195][196][197]比较知名的智能手机的平台游戏类型为《地狱边境》(2010年)、《Leo's Fortune（英语：Leo's Fortune）》(2014年) 等等。

- 微型卡式录像带：在1990年代末以存储卡作为储存媒介的摄像机出现以前当代的摄像机的储存媒介为卡式录像带。日本JVC公司在1983年开发摄像机专用的VHS格式的微型卡式录像带，为当时全世界最轻、最小的卡式录像带VHS Compact，简称VHS-C。随后作为与JVC公司在摄像机市场上的竞争对手的索尼公司便在1984年8月推出了8毫米微型卡式录像带Video8，简称V8，相对于VHS格式来说没有什么区别，但是体积却缩小了。1985年1月索尼还推出了采用V8格式的两款摄像机，CCD-V8和第一款Handycam系列的摄像机CCD-M8。由于摄像机市场上正在进行着VHS Compact与Video8的竞争。因此JVC公司在1987年推出了Super VHS Compact，简称S-VHS-C，即VHS Compact的高带型，它将图象的清晰度将250条扫描线提高到400，尺寸与VHS Compact微型卡式录像带完全相同，Super VHS Compact可以向下兼容VHS Compact录像带。随后索尼公司在1989年公布了Hi-Band V8微型卡式录像带，简称Hi8，也就是V8的高带型。将8毫米的图象质量也从270条扫描线提高到400。[198][199][200]

- 摄像机：1970年代下半叶，RCA公司、Ampex公司、池上公司和日立分别推出世界上第一批可携带的广播摄像机TK-76、BCC-4、HL-77和SK-80，但都不是单体式摄像机，使用时一般必须经一条电缆连接至一台笨重的录影机才可以录制影片，例如以索尼U-matic卡式录像带作为储存媒介的VO-3800。[201][202]日本JVC公司和索尼公司于1983年分别发布了世界上第一批两款家用摄像机BMC-100和GZ-S3U，[203][204][205][206][207]JVC公司的GZ-S3U分体式摄像机，摄像机和录影机可拆组，使用VHS格式的微型卡式录像带VHS Compact，微型卡式录像带尺寸大小与卡式录音带差不多；[208][209][210]索尼推出的Betamovie BMC-100摄像机则使用Beta格式的卡式录像带，不属于微型卡式录像带，BMC-100不具备播放功能。[211][212][213]1984年JVC公司推出世界上第一款单体式摄像机GR-C1（英语：JVC GR-C1），采用VHS Compact微型卡式录像带作为储存媒介，虽然和之前的GZ-S3U一样具备播放功能，不过是单体式，这台摄像机在1985年美国电影《回到未来》中出现。[214][215][216]

- 闪存：无论是NOR型或NAND型闪存都是舛冈富士雄在1981年东芝公司工作时发明的，[217][218]并于1984年的加州旧金山IEEE国际电子组件会议 (International Electron Devices Meeting，简称IEDM) 上发表了这项发明。闪存储器是一种電子抹除式可複寫唯讀記憶體的形式，允许在操作中被多次擦或写的存储器。这种科术主要用于一般性数据存储，以及在电脑与其他数字产品间交换传输数据，例如存储卡与USB盘。[219][220]

#### 下半叶
- JEIDA存储卡： 1985年日本电子工业发展协会 (Japan Electronics Industry Development Association，简称JEIDA) 开始研制存储卡。1988年美国个人电脑机内存卡国际协会 (Personal Computer Memory Card International Association，简称PCMCIA) 成立。JEIDA的一些设计思想被美国的PCMCIA (个人电脑机内存卡国际协会) 采纳，例如将68针存储卡接口标准引入到自己的存储卡上，1990年PCMCIA推出1.0版本存储卡，而JEIDA也推出4.0版本存储卡，目的是为了取代现有的软盘软驱。这两个组织都一直致力于推动现在称为PC卡的国际标准，两个版本于1992年11月合并，并发布了该标准最新的版本PCMCIA2.0，亦称JEIDA4.1，成为了首批投入商业生产的存储卡格式。[221][222][223]

- 爽安康氧气健康器：世界上第一台爽安康氧气健康器由日本Skylite Industry公司于1988年推出。[224][225]

- 卡片数码相机、存储卡数码相机：富士公司于1988年10月5日在德国科隆世界影像博览会展示了世界第一款数码相机、世界第一款卡片数码相机DS-1P。DS-1P是广泛承认的世界上第一款真正的数码相机，也是数码相机史上的重要里程碑，[120][226][227][228][229][230][231][232][233]首次搭载了东芝开发的SRAM存储卡，容量为16MB，是第一款完全数字化的文件格式相机，也是以存储卡作为储存媒介的数码相机的最早原型。[234][235]该相机没有上市，但富士于1989年推出了全球第一款以存储卡作为储存媒介的商业化数码相机DS-X。[236]东芝分别于1990年和1993年推出以存储卡作为储存媒介的数码单反相机MC200和升级版MC200A；柯达从1994年8月开始柯达便在DCS 400系列（英语：Kodak DCS 400 series）数码单反相机搭载了PCMCIA三型介面存储卡作为储存媒介，最高可支持340MB容量，从此舍弃巨大无比的外置硬盘。[237][238][239]随着数码摄影的首次出现，也逐渐取代了胶片摄影；2006年1月12日，日本尼康宣布，将停止其传统胶片相机生产。同年5月25日，佳能召开记者发布会，明确了今后不研发胶片相机新产品的方针。[240][241]美国柯达公司工程师史蒂文·赛尚曾设计出一部黑白图像的数码相机，将影像储存在卡式录音带中，和胶片一样使用塑胶薄膜，不过这款相机相当笨重，且没有销售，在数据存储方面都还没有做到文件格式系统。[242][243]

- 数码卡式录像带、数码摄像机：索尼于1986年推出世界上第一款数码卡式录像带D-1（英语：D-1 (Sony)），[244]1995年7月索尼推出两款专业摄像机DCR-VX1000和DCR-VX700，第一次采用Digital Video数码格式的微型卡式录像带，开创了摄像机的数码时代。[245][246][247]

- MOBA游戏类型：以美国Riot Games公司于2009年10月27日推出的《英雄联盟》为例子，多人在线战斗竞技场游戏类型是目前营收最高的游戏类型。[248][249]MOBA或多人在线战斗竞技场游戏类型，即时战略游戏 (RTS) 发展史上的衍生版。即时战略游戏最早于1981年出现，该词最早出现于1982年12月刊登的美国杂志《BYTE（英语：Byte (magazine)）》，但最早被游戏设计师布瑞特·斯帕里（英语：Brett Sperry）于1992年定名。[250][251]一般被认为最早的即时战略游戏为美国Evryware（英语：Evryware）公司于1984年推出的《上古战争艺术（英语：The Ancient Art of War）》；[252]日本Technosoft（英语：Technosoft）公司于1989年12月15日在Sega Genesis游戏主机上推出的《离子战机（英语：Herzog Zwei）》是一款一人一半屏幕的对战即时战略游戏，需要双方各控制一架变身机器人的飞机，不断的建造士兵、坦克等，以推翻对方的基地为目标，这款游戏不仅被认为是最早的真正意义上现代即时战略游戏或RTS，[253][254][255]也被认为是多人在线战斗竞技场游戏或MOBA的始祖。[256][257][258]该游戏部分影响了后来美国西木工作室于1992年推出的《沙丘魔堡2》，[259][260]其后《沙丘魔堡2》还影响了暴雪娱乐公司于1994年推出的《魔兽争霸》。[261][262]美国Carbon Games公司于2012年10月5日推出的《空甲联盟（英语：AirMech）》是献给《离子战机》的升级版制作，游戏还加入了现代多人互联网对战。[263][264]

- 光盘主机：美国快捷半導體公司于1976年11月1日推出世界上第一个以ROM卡带作为储存媒介的主机Fairchild Channel F。1979年随着CD的出现NEC与Hudson Soft在1987年10月30日于日本推出世界上第一台支持以光盘作为储存媒介的主机PC Engine，这台游戏机在1989年8月29日于北美出售，在北美称作TurboGrafx-16 Entertainment SuperSystem，简称TG-16。PC Engine最初使用的是一种名为HuCard的IC卡型卡带，后来NEC在1988年4月12日于日本推出了外接CD-ROM扩充设备PC-Engine CD-ROM²和与主机连接的Interface Unit连接单元，改为使用光盘作为游戏的存储介质，是世界上第一台采用光盘媒体的家用游戏机，这台外接扩充设备在1990年8月1日于北美以TurboGrafx-CD的名称发售，拥有大量的光盘游戏支援，不过大部分仅限于日本销售而非北美。[265][265][266][267][268]1991年9月21日NEC推出将主机和外接CD-ROM扩充设备一体化的游戏机PC Engine Duo（英语：TurboDuo），在北美市场于1992年10月10日以TurboDuo的名称发售，成为第一台内置CD-ROM光驱的游戏机，随后富士通也在1993年2月20日于日本推出内置CD-ROM光驱的游戏机FM Towns Marty。[269][270][271]索尼公司于1991年6月2日在芝加哥消费电子展览会上展示了名为Play Station的游戏主机，可支持超级任天堂外接光盘扩充设备（英语：Super NES CD-ROM） (SFC-CD)上的索尼Super Disc也可以支持其卡带游戏，该主机为白色其外观类似超级任天堂，[272][273][274]其后又在1994年12月3日推出PlayStation光盘游戏主机，PlayStation虽并非第一台光盘游戏主机，但它的问世却改变了此后游戏主机发展的方向。[275][276]可以说PC Engine和Playstation的出现决定了此后的第四代到第八代游戏机各种不同光盘，例如PlayStation、Sega Saturn、PlayStation 2 、Dreamcast、GameCube、Wii、Xbox 360、PlayStation 3成为主力游戏媒体的发展方向，从此取代了ROM卡带游戏机；这些游戏主机虽使用不同光盘格式，例如CD-ROM、DVD、GD-ROM、GameCube Game Disc、HD DVD和蓝光光盘，但都属于光盘游戏主机，以光盘作为作为储存媒介。

- 液晶电视：日本卡西歐公司于1983年6月推出了2.7英寸黑白液晶显示屏的携带式电视TV-10，这是世界上第一款液晶显示屏电视。[277]1988年6月24日夏普公司成功研制出14英寸彩色TFT液晶显示器，这顶技术的成功彻底改变了在此之后的家用电视、电脑显示器。[278][279]

- 平板电视、平板电脑显示器：1988年6月24日夏普公司成功研制出14英寸彩色TFT液晶显示器，为平板显示器史上的重要里程碑，在此之前的所谓液晶屏幕显示器甚至平板显示器都仅采用在电子手表、袖珍计算器、当代黑白屏电脑笔记本和其他携带产品的小屏幕上，而作为家用电视、台式电脑显示器，包括现代电脑笔记本，最低屏幕需求为14英寸，因此1988年可以说是平板显示器取代家用传统CRT显示屏的年代之始。[278]1996年9月，夏普公司在消费电子展展示40英寸1280x768彩色TFT液晶显示器，由2块29英寸液晶屏拼接而成。[280][281]最早一批采用彩色TFT液晶显示屏的电脑笔记本包括1992年4月27日推出的9英寸日本电气 UltraLite（英语：NEC UltraLite） SL/25C、1992年10月5日推出的10.5英寸IBM ThinkPad 700C等等。[282][283][284][285]日本藝卓公司在1992年推出10.4英寸彩色TFT液晶电脑显示器FA-1020，为最早的台式电脑平板显示器之一，[286]1990年代台式电脑平板显示器品牌还包括優派、IBM和苹果公司，例如苹果于1998年推出的15英寸Apple Studio Display台式电脑显示器，[287]2003年台式电脑液晶显示器或平板电脑显示器在全球销售量上首次超过台式电脑CRT显示器，在台式电脑显示器上占主导份额。[288]而平板电视机在全球销售量上也于2007年首次超过传统CRT电视机。[289][290]

### 90年代

#### 上半叶
- 碳纳米管：碳纳米管是在1991年1月由日本筑波NEC实验室的物理学家饭岛澄男使用高分辨率分析电镜从电弧法生产的碳纤维中发现的[291]。它是一种管状的碳分子，管上每个碳原子采取sp2杂化，相互之间以碳-碳σ键结合起来，形成由六边形组成的蜂窝状结构作为碳纳米管的骨架。

- 主机存储卡、主机游戏存档：最早可存档的游戏为电脑游戏，例如在PALTO系统上的第一个电脑迷宫探索游戏《pedit5》(1975年) 和个人电脑上使用软盘存档的1982年3月推出的IBM PC平台版角色扮演游戏《Temple of Apshai（英语：Temple of Apshai）》(1979年) 等等。[292][293]世界上最早可存档的街机游戏为日本太东公司于1978年推出的《太空侵略者》，它能将高分记录保存，该游戏由西角友宏设计。[294]早期的游戏主机没有存档功能，因此没有大型长篇的游戏的出现，任天堂公司在日本推出两款外接扩充设备，最早于1984年推出松下制造的FC磁带机（英语：Famicom Data Recorder），采用卡式录音带存档，[295][296]其后于1986年推出FC磁碟机，支持软盘存档。[297]但在日本以外最早存档方式是保存在ROM卡带内的SRAM，采用ROM卡带主板上的一颗钮扣电池供电，保证关机后游戏档案也不会丢失。[297][298]世界上第一个采用的这类存档方式的是任天堂公司在北美于1987年7月推出的ROM卡带版角色扮演游戏《塞尔达传说》，该游戏由宫本茂和手塚卓志设计。[297][299][300]另一种存档方式是利用游戏提供的密码返回最后游戏的阶段，例如任天堂在北美于1987年8月推出的卡带版《银河战士》。[301]1990年4月26日日本公司SNK推出全球最早支持存储卡的游戏主机Neo Geo，其存储卡名为Neo Geo Memory Card。[302][303]早期的游戏主机存储卡不是用于扩展空间的，而是用于存档，其后索尼公司在1994年推出的PlayStation也有该主机专用的存储卡，2001年任天堂推出的GameCube也以存储卡储存存档，2001年后内置硬盘在游戏主机的出现和云同步最终取代了以储存卡存档的方式。

- 主机手柄的肩上按键：最早的注入游戏主机手柄的肩上按键为任天堂公司于1990年11月21日推出的超级任天堂主机。[304]

- 摄像机显示屏：夏普公司在1992年推出了采用V8及Hi8各式摄像带的ViewCam系列摄像机，这是世界上第一批以显示屏提供实时取景的摄像机、第一批配有液晶显示屏的摄像机。它突破手提摄象机的惯常设计，以彩色液晶显示屏取代传统的取景器。在拍摄过程中，拍摄者可即时在液晶上，观看拍摄到的影象，免除一面单眼窥视取景器，一面操作的困难，令摄象更加容易。此后显示屏成为各大厂牌摄像机的主要配件。[305][306][307]

- MD：MiniDisc，简称MD。1986年索尼技术人员鹤岛克明研制出可单次写入的光盘 (Write Once Disc，简称WO)，又在1988年研制出可多次擦写的磁光盘 (Magneto Optical Disc，简称MO)。索尼在1989年音响展会 (Audio Fair) 上展示了可擦写的CD原型产品，该产品于1987年被研制出，是索尼与KDD (日本国际电信电话) 共同开发的技术。鹤岛克明开始在MO技术上研制64毫米直径 (面积为光盘的1/4) 可录制74分钟 (和CD一样) 的光盘，并于1991年5月成功，MD由此诞生。MD于1992年9月发布，并在11月的日本，和12月的美国、欧洲出售。[308]

- MD随身听：索尼在1992年11月推出MD随身听MZ-1 (录放) 、MZ-2P (单放) 和可单次录制的MD光盘MDW-60，MZ-1售价为750美元。[308][309]其他厂牌也发布MZ-1的克隆版，例如日本AIWA公司推出的AMD-100和在韩国销售的金星 (LG) MD-R1。[310]

- VCD：1993年索尼、松下、JVC、飞利浦公司商联合于1993年制定VCD标准，将标准命名为白皮书。VCD是第一个采用MPEG-1数据压缩的全数字化的激光视盘系统。VCD可以在任何兼容播放机和电脑CD-ROM上观看，主要畅销于亚洲国家，造成了许多盗版问题。[311][312][313][314]

- QR码：1930年代美国的威斯汀豪斯公司的约翰·科芒德、道格拉斯·杨和哈利·斯帕克斯申请了最早的一维码或条码专利。[315][316][317]1985年Cauzin公司推出世界上最早的二维码名为Cauzin Softstrip（英语：Cauzin Softstrip），主要用于Apple II和IBM台式电脑。[318]80年代和90年代出现过不同的二维码，目前最为常见的二维码为QR码、Data Matrix等等，尤其是QR码；[319]Data Matrix为美国国际资料公司于1994年8月所研发出，主要用于零件、印制电路板等等；[320][321][322]QR码为日本豐田子公司電裝公司于1994年9月所推出，在90年代QR码只在汽车制造厂为了便于追踪零件而使用，其后QR码又投入使用于宣传广告等等，但随着拍照手机和廉价的安卓智能手机以及移动购物的逐渐普及也用于移动市场。[323][324]在韩国的乐购超市于2011年6月28日已使用智能手机应用扫描QR码将商品放入电子购物车。[325]

#### 下半叶
- 蓝光、绿光、白光LED：LED (Light Emitting Diode) 是指发光二极管，1962年美国通用电气公司一名研究人员尼克·奥隆尼亚克开发出红光LED。1972年孟山都公司究人员乔治·克劳福德制造出黄光LED。[326][327]1993年日亚化学公司技术员中村修二利用半导体材料氮化镓 (GaN) 和铟氮化稼 (InGaN) 发明了蓝光LED，蓝光LED的发现导致了蓝雷射的出现，具有历史意义和商业使用的价值。在蓝光LED出现之前，由于无法通过RGB系统合成白光，LED的光效、亮度也不高，LED无法应用于照明领域。因此在1995年中村修二采用铟氮化稼又发明了绿光LED，在1998年利用红、绿、蓝三种LED制成白光LED，从此绿光与白光LED研制成功，标志着LED正式进入照明领域，是LED照明发展最关键的里程碑，中村修二被誉为“蓝光、绿光、白光LED之父”，在芬兰赫尔辛基荣获2006年千年技术奖 (Millennium Technology Prize)，也是世界上最大的科技奖。[328][329][330][331][332]

- 蓝雷射：90年代初期开始，厂商、大学和研究机构等展开了激烈的开发竞争新CD容量技术。1995年中村修二利用蓝光LED发明了蓝雷射技术，这顶技术随后用于蓝光光盘和HD DVD，是继DVD之后的新一代光盘的基础部件。[328][333][334][335]

- 数码相机显示屏：卡西欧公司在1995年3月10日推出了世界上第一款以显示屏提供实时取景的数码相机、第一款配有液晶显示屏的数码相机QV-10，内置2MB内存，可以存储96张照片，采用1.8英吋的TFT液晶显示屏，售价833美元，这款数码相机和之前夏普公司推出的ViewCam系列摄像机架构一样以显示屏取代了传统的取景方式，并采纳了ViewCam的另一项创新设计，即270°可垂直转动式镜头，令拍摄者可一面观看液晶显示屏，一面调校拍摄角度。高角度与低角度取景，变得更为简易。[336][337][338][339][340]理光公司于1995年11月在COMDEX展会上发布世界上第一台可拆卸并配有显示屏的数码相机、第一台带有视频摄像功能的数码相机RDC-1，并获得COMDEX最佳产品奖，RDC-1在1996年发售，采用2.5英吋的TFT液晶显示屏，随机附赠一张24MB的PCMCIA卡，可拍摄246张标准模式照片或492张经济模式照片，定价1800美元 (相当于今天2700美元) ，QV-10和RDC-1是两款最早以显示屏提供实时取景的数码相机。[341][342][343]

- 视频摄像功能的数码相机：理光于1995年11月推出世界上第一台带有视频摄像功能的数码相机RDC-1。[342]

- 硬盘数码摄像机：日本池上公司于1995年推出了Editcam系列的DNS-11专业摄像机，可支持基于2.5寸硬盘的FieldPak作为存储媒介。[344][345][346]

- 存储卡数码摄像机：日本池上公司在研制开发了无磁带技术后，于1995年推出了Editcam系列的DNS-33W专业摄像机，既支持基于硬盘的FieldPak，也兼容基于闪存的RamPak；[344][346][347][348][349]日立于1997年2月22日发布世界上第一款MPEG-1格式的摄像机MP-EG1A，该摄像机以260MB的PCMCIA三型介面存储卡作为存储媒介，可录制20分钟352x240 30FPS影像，售价132,000日元；[350][351][352][353]夏普公司于1999年3月17日发布以东芝开发的SmartMedia卡作为存储媒介的ViewCam系列摄像机VN-EZ1，并于4月27日发售，售价60,000日元；[354][355][356]松下于2001年8月6日在日本发布NV-EX21数码摄像机，该数码摄像机采用SD卡作为存储媒介，仅在日本上市，售价205,000日元或1,657美元，可在64MB的SD卡上录制65分钟的MPEG-4格式录像。[357][358][359][360]松下随后又在2006年11月8日发布了世界第一款以SD卡作为存储媒介的HD摄像机HDC-SD1 ，可在4GB的SD卡上录制90分钟HD录像，售价180,000日元。[361]

- 等离子电视：日本富士通公司于1997年1月推出世界上第一台等离子电视P42XHA58，[362][363][364][365][366][367]同年12月先锋公司也推出了50英寸的等离子电视PDP-501HD。[366][368][369][370]

- DVD：90年代初有两种高容量光盘标准正在研究阶段；一个是Multimedia Compact Disc，简称MMCD，支持者是日本的索尼和荷兰的飞利浦公司。另一个是Super Density，简称SD，支持者分别是日本的东芝、松下、日立、三菱、先锋、JVC，美国的时代华纳和法国的汤姆逊公司。为了以免70、80年代VHS和Beta的标准之战又再出现，MMCD和SD于是将标准合并成为DVD，并于1995年推出。[371]

- DVD播放机：世界上第一批DVD播放机于1996年11月在日本正式面世，后分别在1997年3月的美国，1998年的欧洲和1999年的澳洲正式面世。[371]第一台DVD播放机为1996年9月26日东芝发布的SD-3000，并于11月1日销售，售价77,000日元，随后不同公司也同时推出DVD播放机；[372][373][374][375]松下于同日推出DVD-A300和DVD-A100，并推出TH-28GD1内置DVD播放机电视，先锋于22日推出DVL-9和DVL-7；三洋和日立计划在12月推出DVD播放机。[376]

- WebTV机顶盒：1996年互联网电视在美国首次出现，美国天顶电子公司和Diba公司于1996年5月24日发布全球第一批互联网电视，称之为NetVision TV，首批两款电视机为售价999美元的27英寸电视和售价3,499美元的35英寸Inteq品牌电视，该电视有内置调制解调器，可通过遥控浏览网页。同年索尼和飞利浦公司还发布了WebTV机顶盒，与电视机分开用，[377][378][379][380][381]索尼的INT-W100售价349美元，飞利浦的MAT960售价329美元，不包括无线键盘，可浏览网页，服务月费为19.95美元。[382][383][384]1997年4月，微软收购WebTV服务，更名MSN TV。

- 自主人形机器人：本田公司于1986年开始研发行走机器人，前后制出E系列和P系列。1996年12月发布Prototype 2，简称P2，这是世界上第一个自主人形机器人，具备自动调节功能。P2身高1.82米，体重210公斤，共34个自由度关节。由于把主机、32个控制马达、电池、无线通讯等必要的机器全部藏起来，不仅实现了无线遥控，还使它在外观上更像人。机器人可以在普通的路面行走，例如塑料地面、铺设路面、抛光地面等等，也能通过850毫米的狭窄通道；可以上200毫米的台阶，可以跨越150毫米高，150毫米长的障碍物；可以以5公斤的力抓持物体。不过由于机器人太重，行走时能耗为3000瓦，机器人只能工作15分钟。为了解决P2存在的这些问题，于是本田公司开发了新型机器人P3。[385][386]

- 绘文字：早在1967年5月刊登的《读者文摘》美国月刊就出现过表情符号，[387]但互联网上的表情符号最早于1982年9月19日为史考特·法爾曼（英语：Scott Fahlman）率先在美国卡內基美隆大學的電腦科學電子佈告欄 (BBS)上使用。[388]最早的非符号表情或图形表情为法国Smiley Company公司CEO尼古拉斯·罗法兰尼发明，1997年至2000年在美国版权局注册，在1998年也曾以gif格式在互联网上出现。[389][390]使用于移动互联网上的手机非符号表情或表情包为NTT DOCOMO员工栗田穣崇于1999年所设计出，最初他设计的像素的图标表情或绘文字为177个，这是目前常见的移动互联网上流行的表情包或非符号表情，栗田穣崇在1997年4月转入了i-mode的事业部，参与了i-mode的发展计划，栗田穣崇的表情包于同年被搭载在NTT DOCOMO生产的i-mode系统里，提供用户在手机上使用。[391][392]栗田穣崇表情包能够轻便的让当时2G网速环境下的手机上下载和上传。[392][393][394]AOL Instant Messenger、[395]MSN Messenger[396]和Yahoo! Messenger[397][398]即时通信应用在1998年至2000年就已经在电脑上使用图形表情。苹果在2008年7月11日的iOS 2.2版的日版iPhone 2G就已经搭载了绘文字，但直到2011年的iOS 5版才在国际版本中正式推出。谷歌在2013年7月24日也开始在4.3 Jelly Bean版安卓系统中支持表情包。英语世界一般常说的表情包或非符号表情的英语名称即日语emoji而非英语的emoticon。[399][400]

- 内置天线手机：东芝于1996年3月13日推出TCP-6000，TCP-6000为全球第一款内置天线手机，这款手机主要畅销于欧洲市场。TCP-6000可以算是当时全球最酷的手机，因为在此后的几年，尤其是当时主流的手机品牌爱立信、西门子或摩托罗拉，外置天线手机仍是主流，包括可伸缩、拆卸和固定的天线手机，而外置天线手机一般很难轻松装入口袋之中。[401][402][403]

- 移动互联网文化：日本NTT DOCOMO于1999年2月22日提供一项手机上网服务i-mode，该服务基于PDC技术，同日推出了该服务手机富士通F501i，随后在4月5日和6月14日还推出了三菱D501i，日本電氣N501t和松下P501i。[404][405][406][407][408]至1999年8月i-mode用户已超过1百万。[409][410]随后日本兴起了移动互联网浪潮和手机文化，2006年日本网络用户为8.53千万，其中81%网络用户通过功能手机上网，[411]而全球通过智能手机上网的用户在2015年才达到83%。[412]韩国LGT于1999年5月提供无线互联网服务。[413][414]移动互联网服务并非新概念，美国AT&T和Unwired Planet公司曾于1997年2月10日尝试推出了PocketNet服务，该服务基于CDPD技术，但由于消费用户少，主要用于企业和一些政府部门，最初两款手机分别为三菱Mobile Access 120和三星Duette；尽管移动互联网服务在美国出现的比日本早，与日本不同的是美国在1990年代和2000年代初始终都没有形成一个以移动互联网为先或手机文化直到苹果和谷歌公司推出的移动系统才改变了这一切。[415][416][417][418]

### 2000年代

#### 上半叶
- 拍照手机：夏普于2000年11月在日本推出了全球第一款拍照手机J-SH04（英语：J-SH04），手机采用11万像素的CMOS摄像头，256色显示屏，仅重74克。[419][420]也有认为韩国三星于同年6月发布的SCH-V200才是第一款拍照手机，不过有分析家认为SCH-V200只能算是拍照手机的半成品，所以严格来说不能算是真正的拍照手机。[421]法国数学家菲利普·康（英语：Philippe Kahn）曾于1997年尝试使用一台摩托罗拉StarTAC（英语：Motorola StarTAC）翻盖型手机上传他新生儿照片，但这并不算世界上首款拍照手机，因为这张新生儿的照片实际是用卡西欧的QV-10数码相机拍下，通过他手中的卡西欧相机—东芝电脑笔记本—摩托罗拉手机—几条电缆的互联，实现了这一从拍摄到上传的过程，这是第一张利用卡西欧QV-10相机拍摄并通过手机无线上传至网站的照片，也是最早的即时照片分享的例子，但却不是通过拍照手机或手机内置摄像头拍摄的第一张照片。[422][423][424][425][426]奧林巴斯公司曾于1994年推出过世界上第一款可上传的数码相机，该数码相机能通过手机无线或拨号上网上传照片至电脑，在京瓷于1999年、夏普2000年推出的两款手机之前，没有一部手机有内置摄像头。[427][428]据2014年韩国三星的调查，全球智能手机用户中有92％使用手机拍照和发文字信息信，其次有84％使用手机浏览互联网。[429]摄像、上网和触屏功能无疑是智能手机重要组成分，Sprint在2003年3月17日发布基于Windows Mobile (Pocket PC 2002手机版) 的三星SPH-i700和日立G1000都有内置摄像头，两款手机都配有D-Pad和QWERTY键盘并非全触屏手机。[430][431][432]美国IBM在1994年8月16日推出的IBM Simon虽为智能手机始祖，该手机没有内置摄像头，且由于当时移动互联网并不主流，也没有上网功能，发送和接收邮件需经电缆连接一台电脑，[433][434]在2007年6月29日iPhone 2G上市前没有一款手机同时具有全触屏、摄像和上网这三项功能。谷歌于2007年11月发布的安卓原型机HTC EXCA 300 (Sooner)，并没有触屏功能，[435]直到2009年4月27日HTC Magic上市前为止，全球市场上没有任何一部全触屏安卓手机。[436]

- 3G移动互联网、3G手机：日本NTT DOCOMO于2001年10月1日提供全球第一项3G移动互联网服务，该服务基于W-CDMA技术，并推出首批3G手机，首批推出的3G手机共3种款式，这3款手机分别为松下P2101V、P2401和日本电气N2001，NTT DOCOMO为3G手机用户提供的服务命名为FOMA，意为移动多媒体自由接入。[437][438][439][440]在日本以外最早推出3G移动互联网服务的为挪威Telenor和Netcom通讯公司，于2001年12月推出，但是没有推出任何3G手机。韩国SK电讯分别在2000年10月1日和2002年1月28日推出了CDMA2000 1x (2.5G) 和 1xEV (3G) 移动互联网服务，[441][442][443][444]三星于2010年9月30日推出第一款LTE手机SCH-r900，[445][446]并于2013年6月25日推出全球第一款LTE-A (4G) 手机Galaxy S4 I9506。[447][448]

- NFC：NFC最早于2002年9月5日为索尼公司和飞利浦公司共同开始研制开发，[449]并于2004年3月18日与诺基亚公司在德国漢諾威正式宣布成立NFC论坛。[450]诺基亚公司于2007年1月8日在消費電子展公布全球第一款搭载NFC技术的手机诺基亚6131（英语：Nokia 6131）；[451]最早搭载NFC技术的安卓智能手机为谷歌和三星于2010年12月7日推出的Nexus S；最早支持NFC技术的苹果智能手机为2014年推出的iPhone 6系列。[452]苹果于2014年10月20日推出基于NFC技术的移动支付和电子现金服务的Apple Pay；三星于2015年8月20日推出Samsung Pay服务；谷歌于2015年9月11日推出Google Pay服务。

- 移动互联网支付：最早的互联网支付或网络支付出现于1994年8月11日的美国，第一笔安全交易为史汀的Ten Summoner's Tales（英语：Ten Summoner's Tales）CD，加上运费售价12.48美元。[453]移动支付最早出现在1997年的芬兰赫尔辛基，由芬兰梅丽塔银行通过用手机的SMS完成自动售货机付款购买可口可乐，[454]1998年出现最早的下载商品，为芬兰Radiolinja（英语：Radiolinja）电信公司推出的手机铃声下载服务，通过用手机的SMS进行付款。[455]但这些例子是通过SMS无需连接移动互联网，最早的移动互联网支付出现于日本，基于NTT DOCOMO提供的i-mode电子商务，用于支付地铁车票、演唱会入门票等等。[454]

- MP3手表：日本卡西歐公司于2000年在消費電子展推出世界上第一个能播放MP3的数手表、第一个音乐播放器手表卡西歐WMP-1V，卡西歐WMP-1V于2000年3月30日上市。[456][457][458]

- 智能机器人：2000年10月31日本田公司发布ASIMO，是Advanced Step Innovative Mobility (高级步行创新移动机器人) 的缩写，这是世界上第一个AI或智能机器人。ASIMO身高1.2米，体重43公斤，肩关节的高度为9.1米，大腿的高度为6.1米，肩膀厚度为4.4米，共26个自由度关节。ASIMO的三维处理器为本田独自开发，配备了智能实时自由步行技术 (Intelligent Real-Time Flexible Walking Technology)，简称I-Walk。[386][459][460][461]ASIMO第一次在2000年11月24横滨市举办的机器人展览会 (ROBODEX) 上展出，索尼公司生产的智能机器狗AIBO均参加了展出。[462]2005版的ASIMO，除具备了行走功能与各种人类肢体动作之外，还增强了人工智能，可以预先设定动作，还能依据人类的声音、手势等指令，来从事相应动作，此外，他还具备了基本的记忆与辨识能力。[463][464][465]2011年版全身自由关节增加至57处，跑步速度由6公里每小时提高为9公里每小时。[466]载至2007年为止，已有46台ASIMO被产出，每年雇用费用为166,000美元。[467]

- 仿真机器人：仿真机器人指硅橡胶仿真人，一般都有胡须、头发、眉毛、睫毛和硅橡胶皮肤，是艺术和科技创作的结合体。[468]大阪大学智能机器人学实验室的主持人石黑浩和日本Kokoro Dreams公司成功研制世界上第一个仿真机器人Dramatic Entertainment Robo-01，简称DER1，并在2003年11月19日东京机器人展览会上首次展出，其后又在2005年6月9日世界博览会上展出。DER1会使用英语、日语、汉语、韩语四种语言。[469][470][471][472]

- HD DVD：2002年8月29日东芝和NEC公司向DVD论坛提交了新一代DVD光盘规格，当时的名字为Advanced Optical Disc，简称AOD，[473]2003年11月19日DVD论坛投票通过将光盘改名为HD DVD，HD DVD成为DVD配合高清电视的下一代产品。[474]2004年9月27日东芝、NEC、三洋和Memory-Tech公司组成的HD DVD推广协会负责推广HD DVD。[475]HD DVD与蓝光两种格式的厚度不同，它们互不兼容，统一标准需要某一方放弃自己的格式，而这是一种双方都不愿接受的选择，因此展开类似于70、80年代VHS和Beta的格式之战。[476][477]2008年1月4日华纳兄弟电影公司宣布脱离HD DVD阵营，并且开始停止发布HD-DVD光盘，往后只支持蓝光光盘作为影碟格式。东芝公司终在2008年2月19日正式宣布将终止HD DVD事业。[478][479]

- HD DVD播放机：2004年1月7日东芝和NEC在CES展览会上展出各自为PC开发的HD DVD光驱。[480]2006年3月31日东芝推出世界上第一台HD DVD播放机HD-XA1，并在日本地区发售，定价936美元；[481]HD-A1和HD-XA1美国地区则在同年4月18日发售，价格分别为美金499和799美元。[482]

- 蓝光光盘：2000年10月11日索尼公司在日本Ceatec展会上拿出了DVR Blue，第一个蓝光光盘原型由此诞生。[483][484]"Blue Disc"商标于2001年2月9日被注册。[485]11月1日索尼宣布开发Ultra Density Optical，简称UDO，基于蓝色激光技术。[486]2002年5月20日以索尼为首的九间企业分别为日本的松下、先锋、三菱、日立，韩国的三星、LG，荷兰的飞利浦及法国的汤姆逊公司成立蓝光光盘组织，[487]2004年蓝光光盘标准制定完成。[488]

- 蓝光播放机：2003年4月10日索尼的全球首台蓝光播放机及录像机BDZ-S77在日本上市，当时售价3800美元。[489]
- 4/3系统：2002年9月24日奥林巴斯与柯达公司共同设计研发出4/3系统，4/3系采用完全数码理念，是真正数码标准，4/3系统被开发成为一种标准相机机身的镜头配置，镜头卡口完全统一，开放给所有的镜头制造厂家予以应用，4/3系统镜头让直接进入图象传感器的光线最大化，提升了图象的质量。[490][491]2003年6月24日奥林巴斯推出世界上第一款4/3系统机型E-1。[490][492][493]

- 数码单反相机显示屏：日本奥林巴斯公司在2000年8月22日发布世界上第一台以显示屏提供实时取景的數位單眼相機 (DSLR)、第一款配有液晶显示屏的数码单反相机奥林巴斯E-10，采用1.8英吋的TFT液晶显示屏，不过E-10的镜头是固定在机身上不可以更换。世界上第一台配有显示屏的可交换式镜头的数码单反相机为富士公司于2004年2月5日发布的FinePix S3 Pro，采用2英吋的TFT液晶显示屏。[494][495][496][497]

- 相机、摄像机显示屏：早期的相机或摄像机是不配有显示屏的，必须通过背面的小孔取景器来拍摄。自夏普于1992年推出ViewCam系列摄像机后，各厂牌开始自制以显示屏取代传统的小孔取景器，并以显示屏提供实时取景的相机和摄像机，例如1995年日本卡西欧公司推出的全球第一款配有显示屏的数码相机QV-10以及日本理光公司推出的全球第一款可拆卸并配有显示屏的数码相机RDC-1，2000年奥林巴斯推出的全球第一款配有显示屏的数码单反相机E-10。由于显示屏的诞生，OSD菜单也由此诞生，开创了新的数码时代。

- 光盘数码摄像机：日立于2001年4月13日推出以光盘DVD作为存储媒介的摄像机DZ-MV100A，可录制30分钟720x480的MPEG-2格式录像。[498][499][500]索尼于2000年9月29日申请了光盘数码摄像机的专利，[501]并于2003年推出XDCAM系列中的Professional Disc，简称PFD，作为专业数码摄像机的存储媒介，光盘储存容量和蓝光光盘类似。[502][503]

- 数码旁轴相机：2004年3月11日爱普生在2004年东京Photo Expo摄影综合展上发布了全球首款数码旁轴相机R-D1，这是首款采用Leica M卡口镜头的数码旁轴相机，也是世界上第一款采用旁轴式的可换镜头的数码相机，一般的旁轴数码相机镜头不能更换。[504][505][506][507]

#### 下半叶
- 微4/3系统：2008年8月5日奥林巴斯与松下公司发布了微4/3系统，与4/3系统不同，它取消了传统单反相机中大都会具备的反光镜、五菱镜等结构，使得相机机身变得更加小巧。[508]

- 无反光镜可换镜头相机：2008年9月12日松下推出了世界上第一款无反光镜可换镜头相机 (微单相机) Lumix DMC-G1，这是一款被公认为真正意义上的无反光镜可换镜头相机，也是世界上第一款微型4/3系统机型。[509][510][511][512][513]

- 摄像功能的数码单反相机：尼康于2008年8月27日发布全球首款具备HD高清摄像功能的数码单反相机D90，能够以每秒24FPS的流畅速度拍摄320x216、640x424或1280x720像素的短片，320x216或640x424像素拍摄时间为20分钟，1280x720像素摄时间为5分钟，短片文件最大可达2GB。[514][515][516][517][518]

- 3D映像数码相机：富士于2008年9月23日在Photokina展会上展出3D概念的模型机，当时并未发布真机。[519][520]2009年7月22日正式推出了世界上第一款3D映像数码相机FinePix REAL 3D 系列W1，以及可显示立体影像的8英寸数码相框FinePix REAL 3D V1。除了可拍摄3D影像外，可以通过机身上的2.8英寸液晶显示屏以用户裸眼观看3D影像，无需配戴3D立体眼镜。[521][522]

### 2010年代
- OLED取景器单电相机：索尼于2011年8月24日发布了世界上第一台OLED取景器SLT相机Alpha 77，机身背面92万像素3英寸液晶显示屏采用了三轴翻转模式，OLED取景器面积为0.5英寸，分辨率为235万点。[523][524][525]

- 触屏数码单反相机：佳能在2012年6月15日推出世界上第一款触屏数码单反相机650D，它在日本被称作EOS Kiss X6i，在北美称作EOS Rebel T4i。[526][527][528]

- 安卓智能手表：索尼于2010年11月11日推出全球第一款安卓智能手表索爱LiveView MN800，该智能手表系统为索尼自定义的安卓系统，可支持2.0 Eclair版以上安卓系统智能手机。[529][530][531]2012年3月19日推出搭载自定义的安卓系统的智能手表索尼SmartWatch。[532][533]2014年3月18日谷歌推出专为可穿戴式電腦的安卓系统分支安卓Wear系统，该系统的第一款手表为LG G Watch于同年6月25发售。索尼于2013年9月2日推出的索尼SmartWatch 2没有使用安卓Wear系统，一直到2014年9月3日推出的索尼SmartWatch 3才搭载了安卓Wear系统。[534][535][536]

- 全屏智能手机、超窄边框智能手机：软银公司和夏普公司从2013末至2014年12月先后推出了5款夏普AQUOS系列全屏安卓智能手机，屏占比77.2%至82.18%之间；最早于2013年10月7日公布了全球第一款全屏安卓智能手机AQUOS Xx EDGEST-302SH并于2013年12月6日上市，[537][538][539][540][541][542]该手机为5.2英寸，屏占比80.66%；[543][544]该公司于2014年5月23日公司随后推出5.4英寸的安卓智能手机AQUOS Zeta SH-04F，屏占比81%；[545][546][547]2014年8月29日推出了5英寸的安卓智能手机AQUOS Crystal 305SH/306SH，屏占比78.5%，[548][549][550][551][552]并在2015年5月17日推出305SH/306SH的二代版本5.2英寸的AQUOS Crystal 2 403SH安卓智能手机，屏占比77.2%。[549][553][554][555][556]2014年12月19日夏普公司也在日本推出了5.5英寸的全屏安卓智能手机AQUOS Crystal X 402SH，屏占比达82.18%。[557][558]2016年11月4日推出的屏占比83.6%的小米MIX，其6.4英寸屏幕也来自夏普公司。[559][560]

## 图片

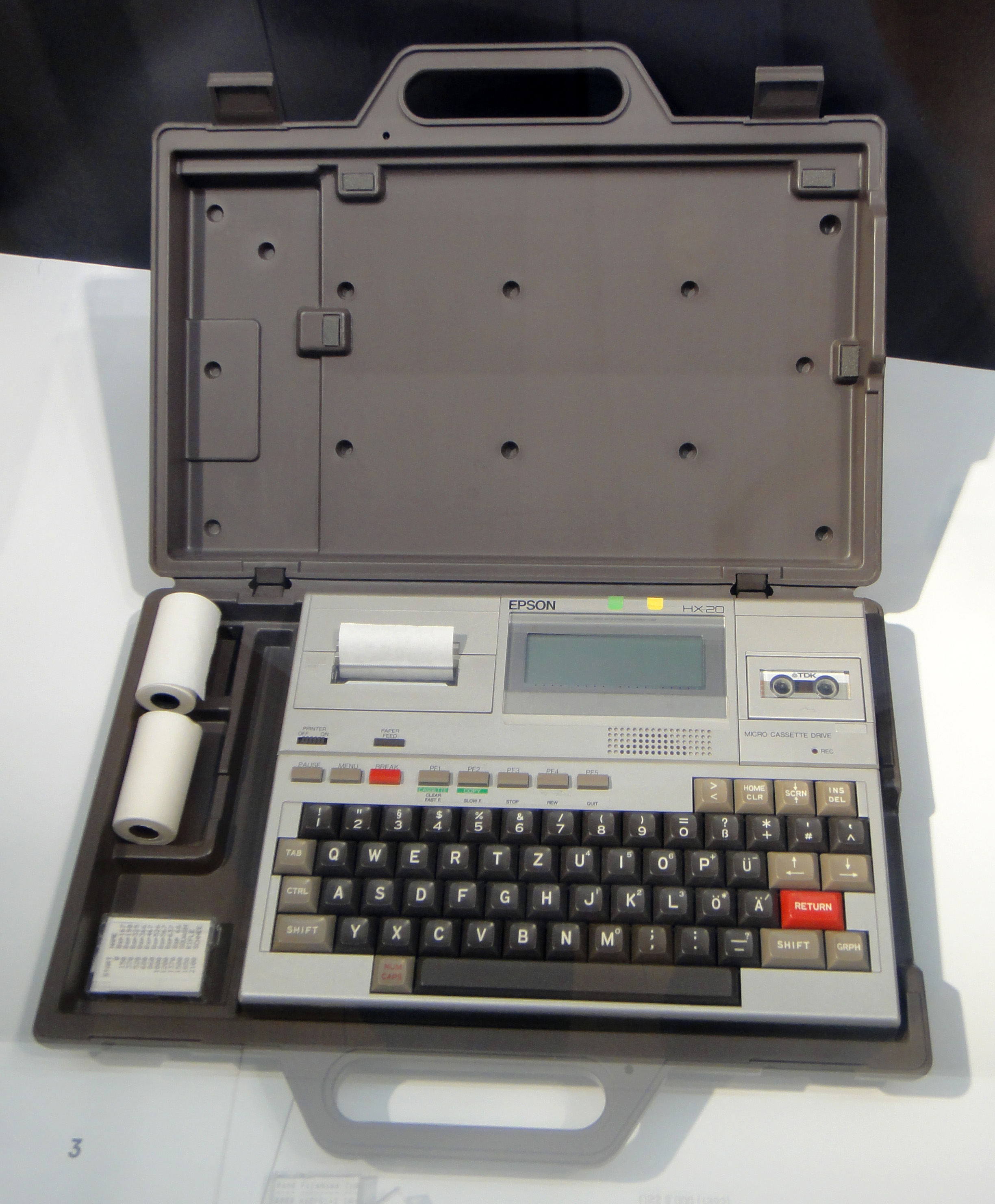
爱普生公司于1981年发布的世界上第一台真正的笔记本电脑，爱普生HX-20
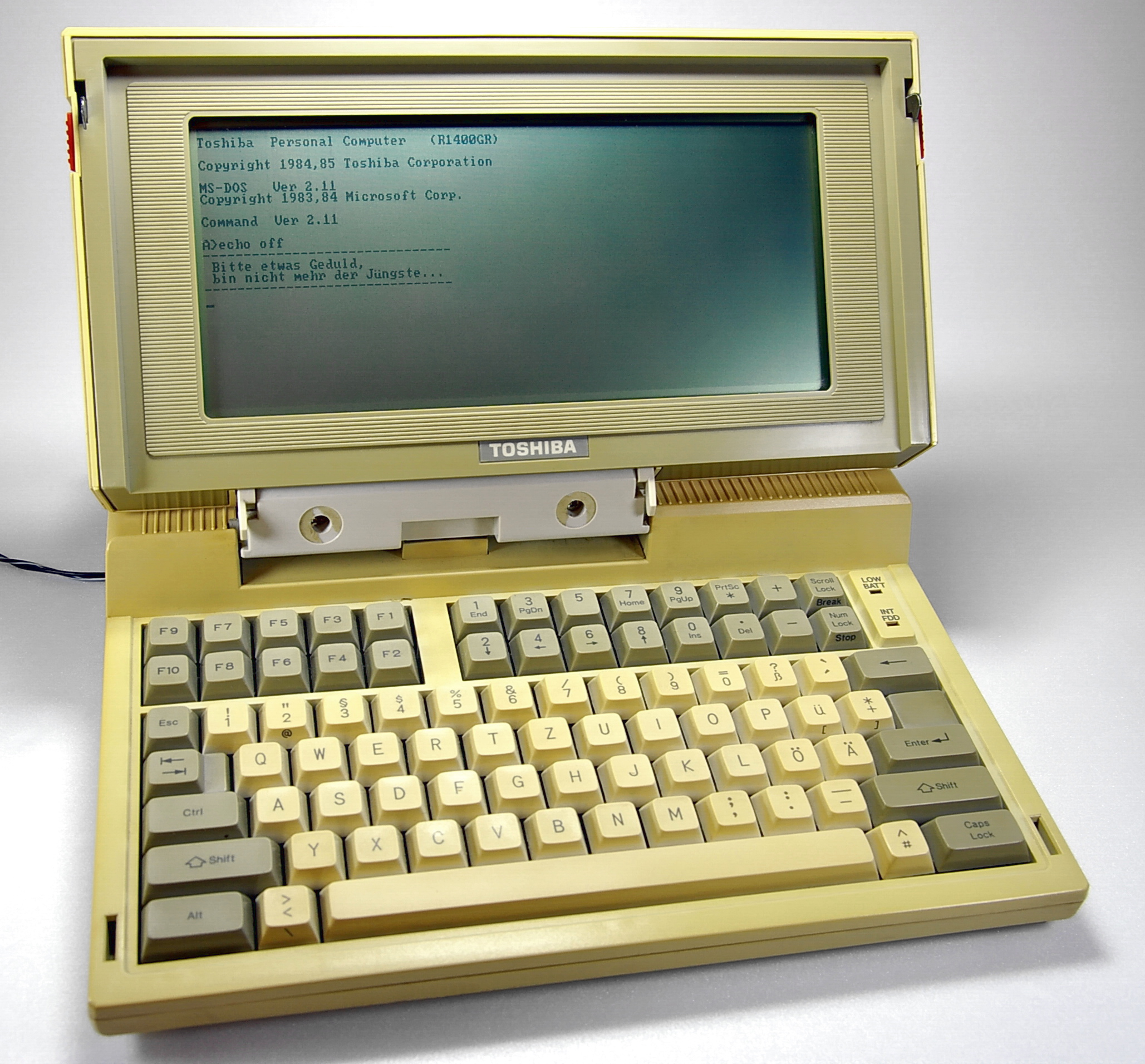
东芝公司于1985推出的世界上首台广泛销售的笔记本电脑，东芝T1100
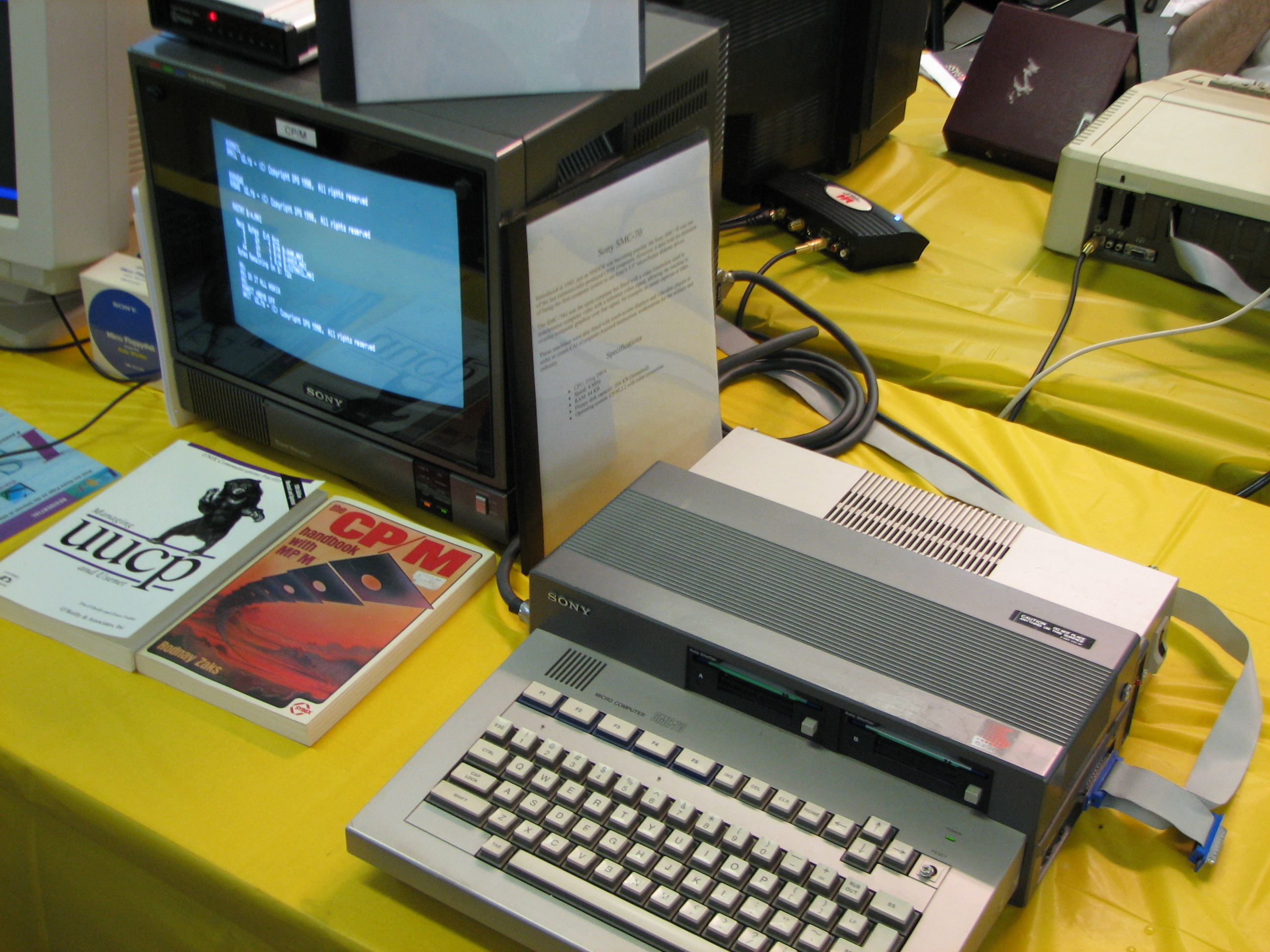
索尼公司于1982年推出的世界上第一台使用3.5英寸软驱的电脑，索尼SMC 70
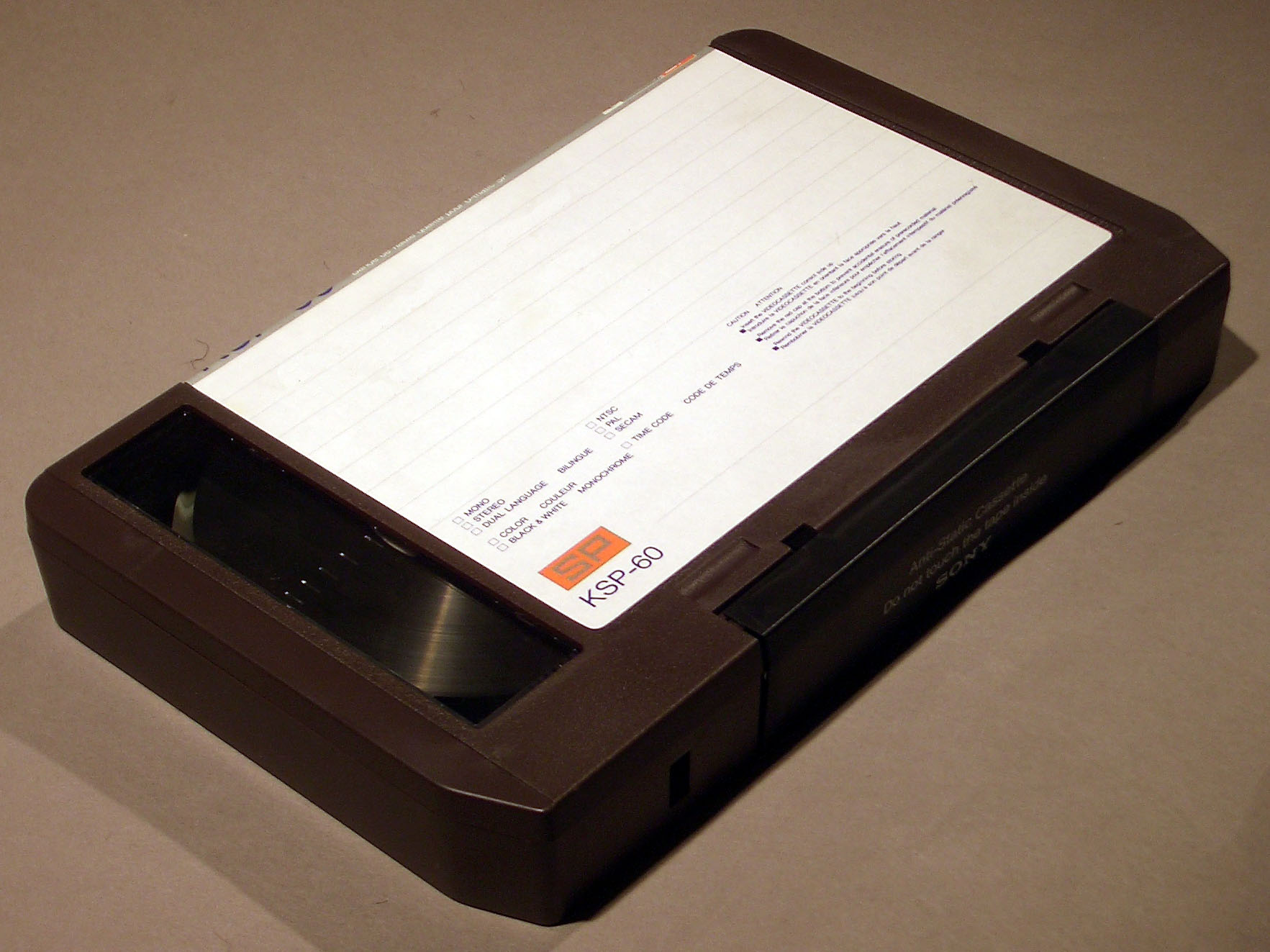
索尼公司于1971年展示的U-matic卡式录像带
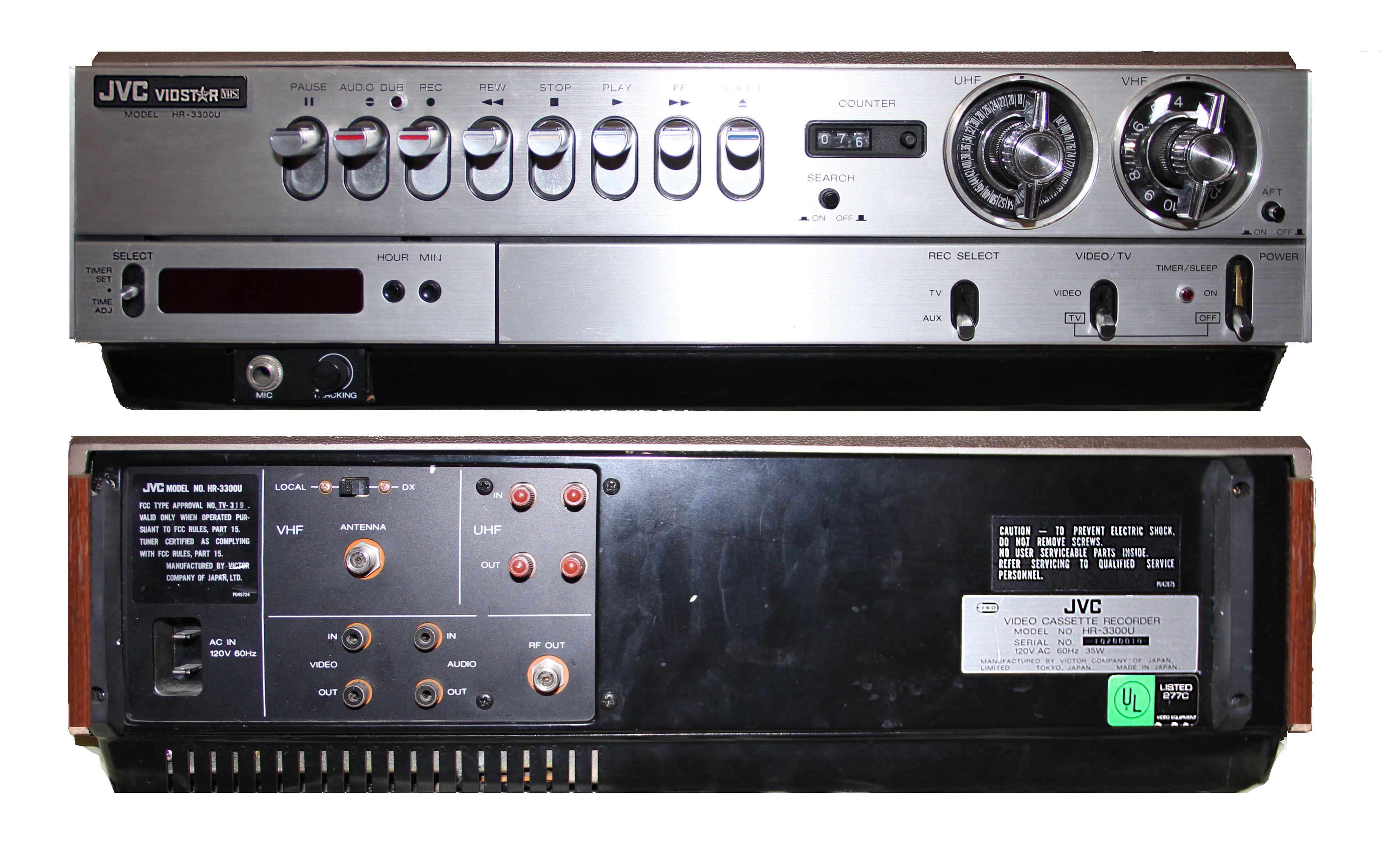
JCV公司于1976年展示的世界上第一台VHS录像机，JCV HR-3300U (美版) 。
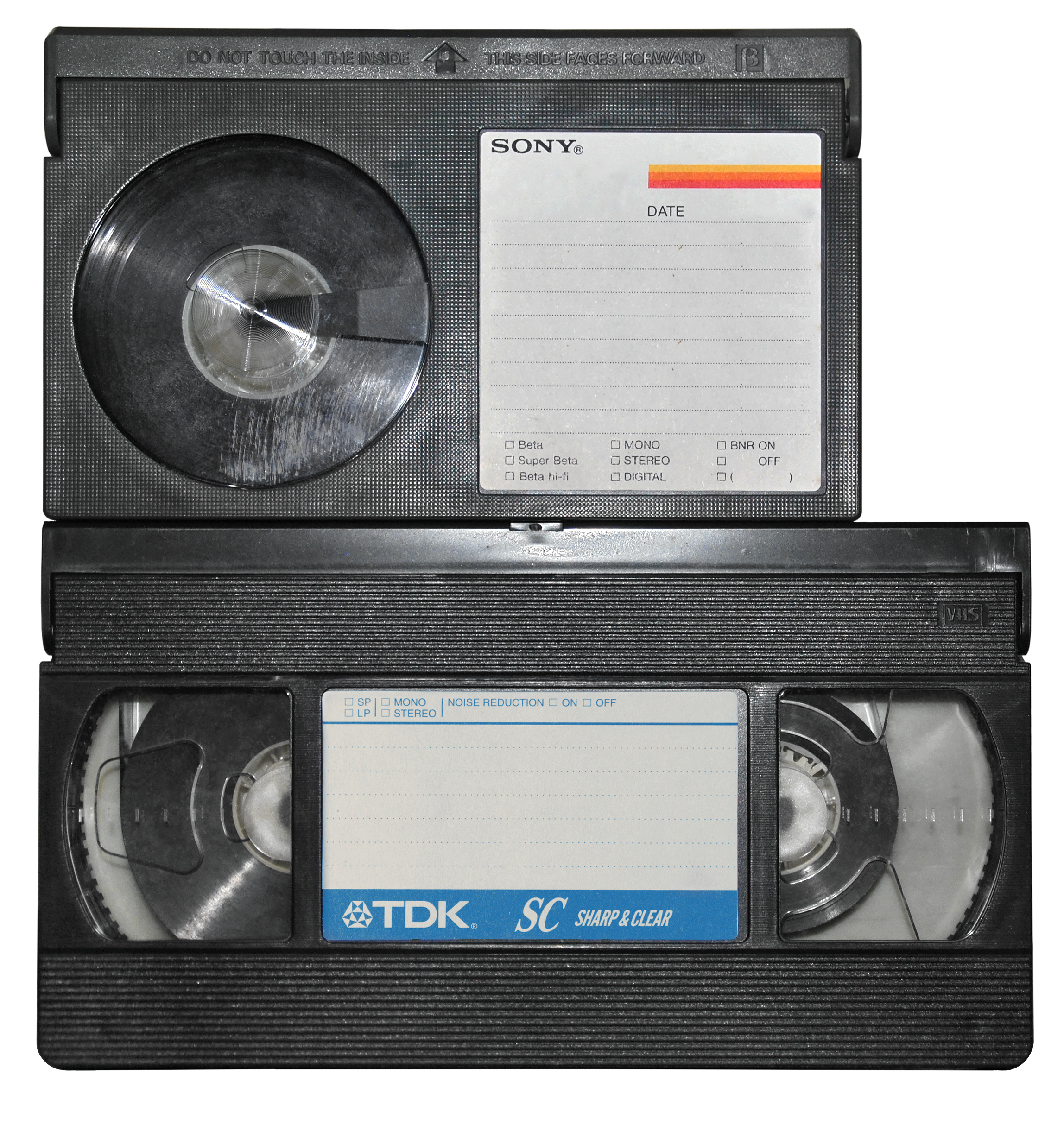
VHS与Beta格式录像带的比较
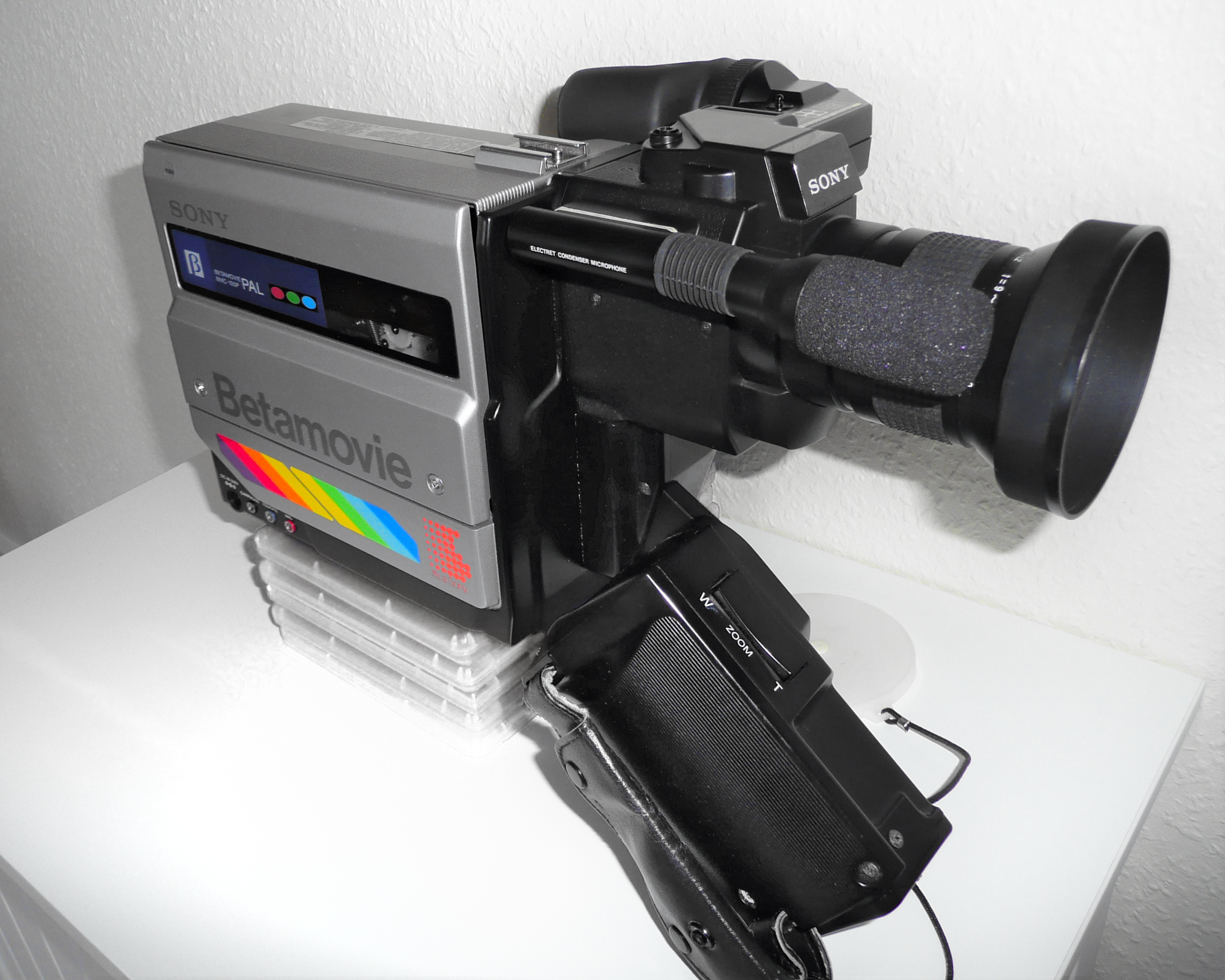
索尼于1983年推出的第一台摄像机，索尼BMC-100P
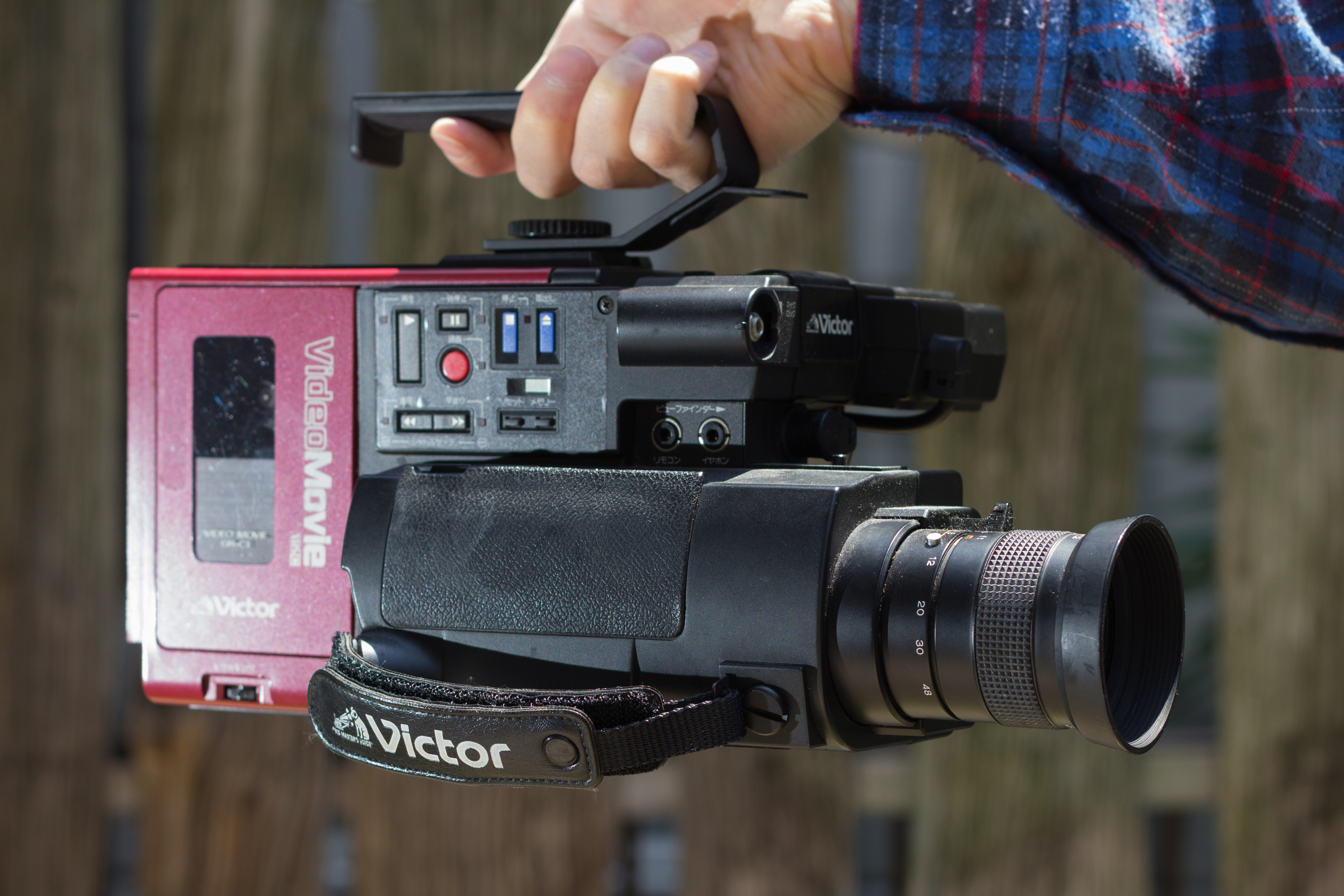
JVC公司于1984年推出的全球第一款单体式摄像机，JCV GR-C1
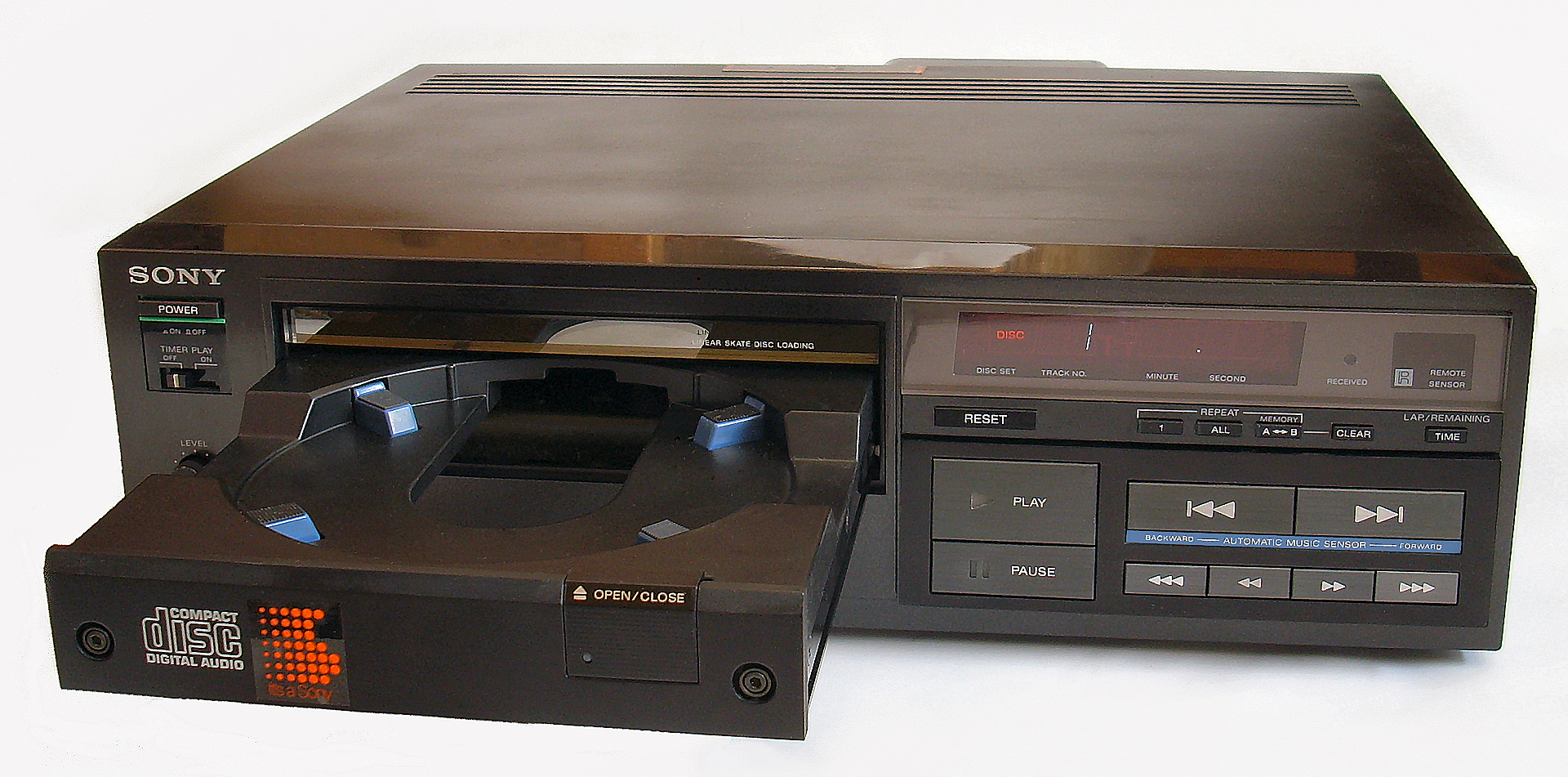
索尼公司于1982年推出的世界上第一台CD播放机，索尼CDP-101
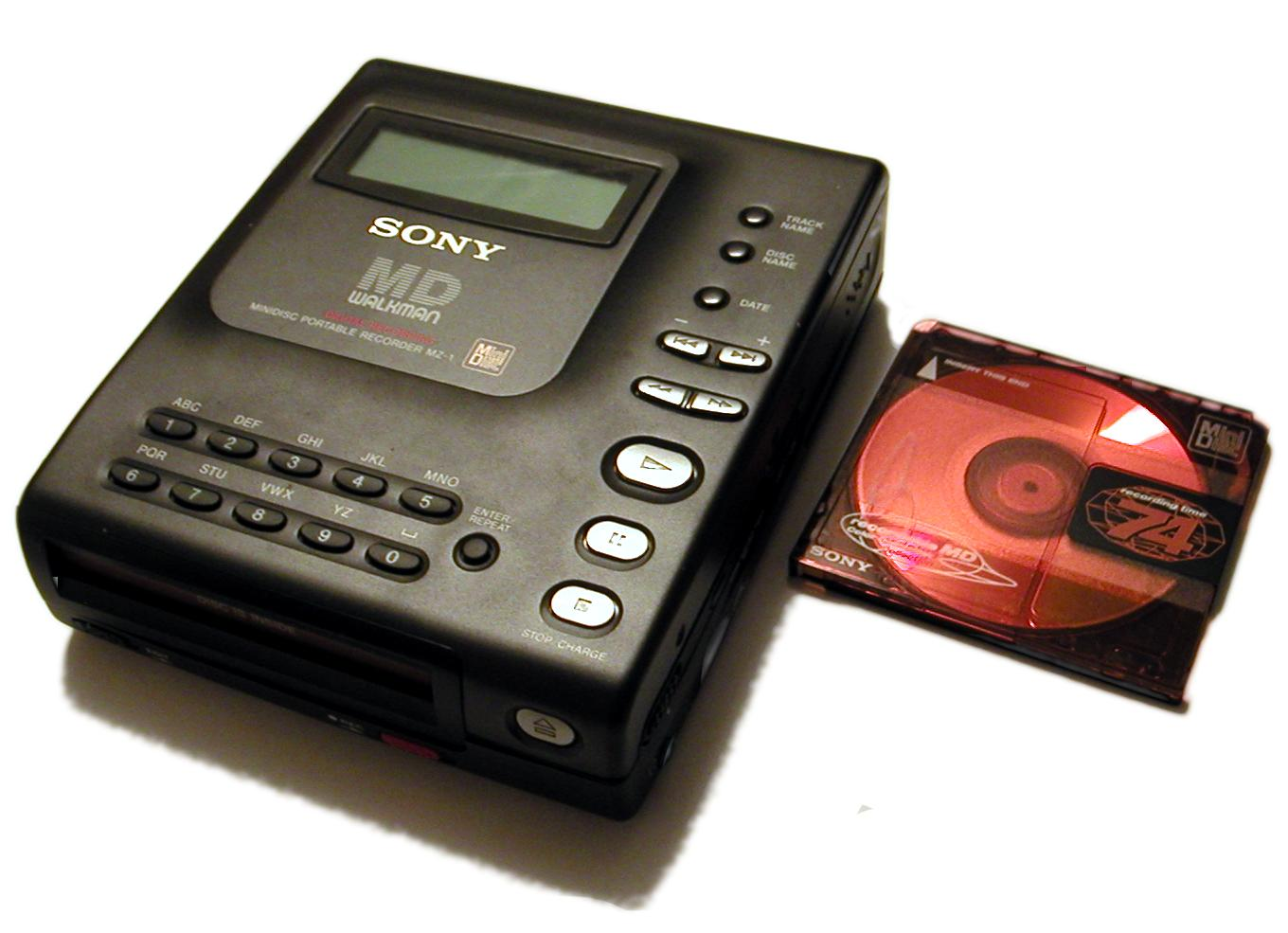
索尼公司于1992年推出的世界上第一款MD随声听，索尼MZ-1
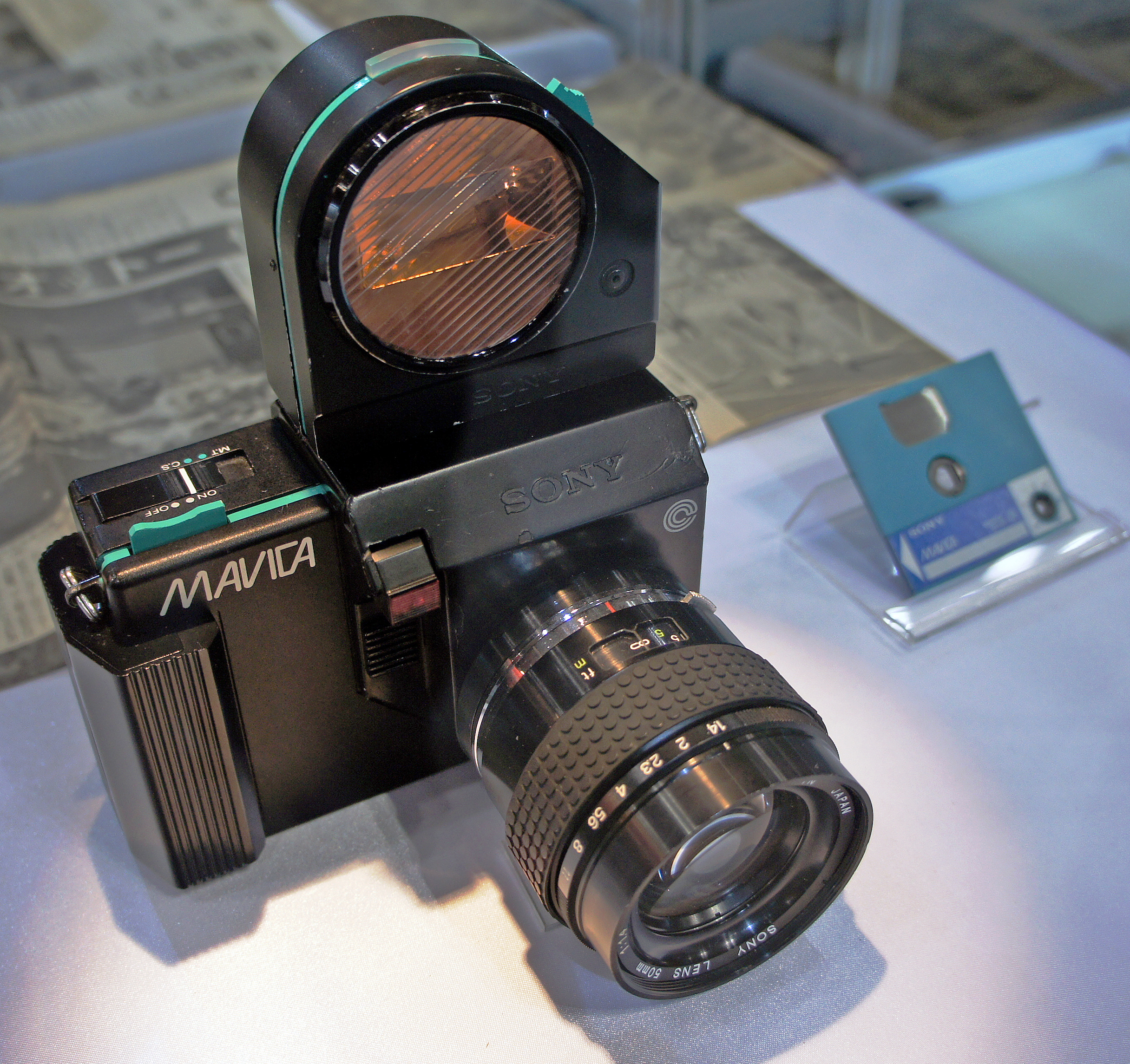
索尼公司于1984年推出的世界上第一款电子单反相机，索尼Mavica
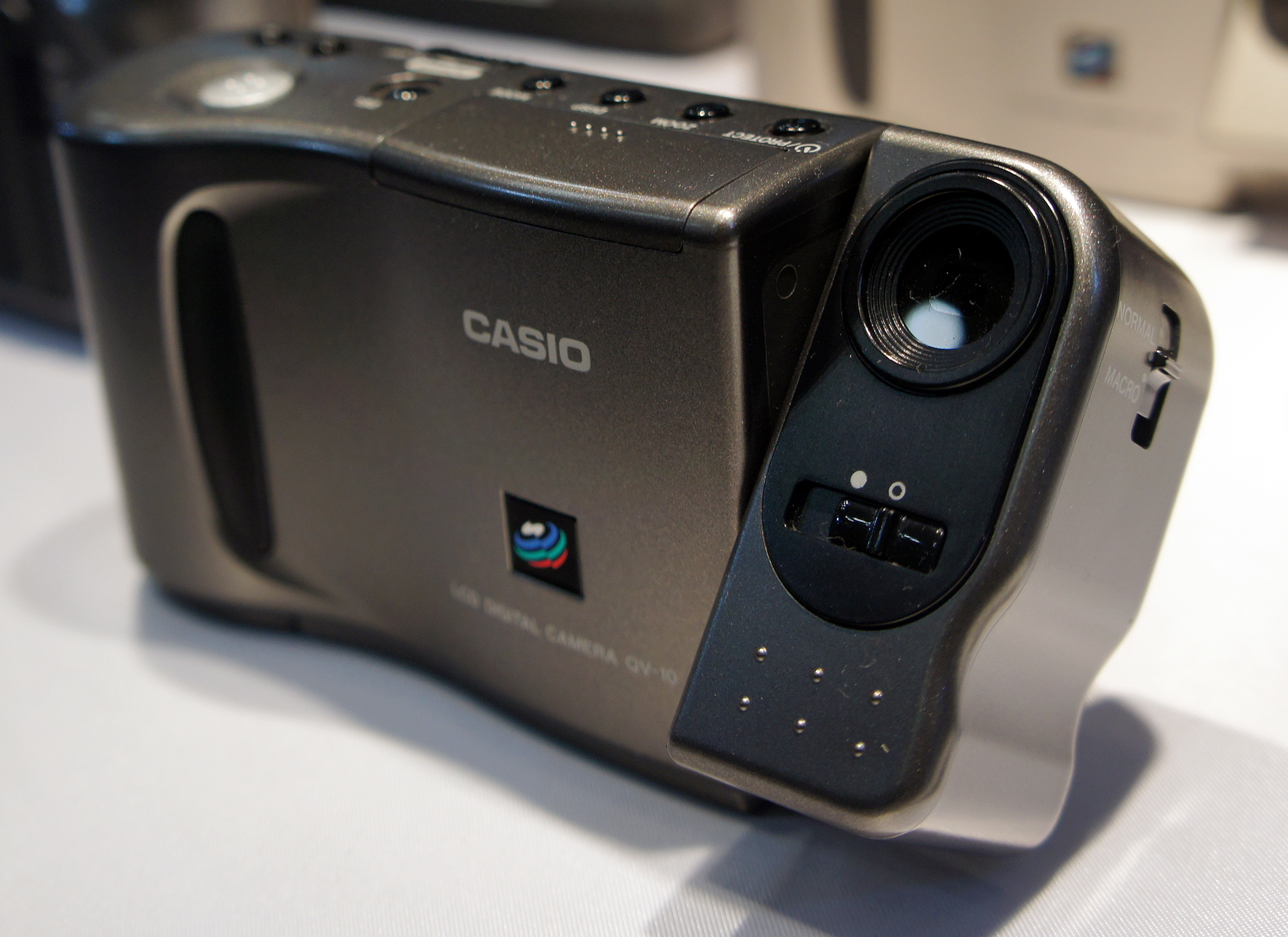
卡西欧公司于1995年推出的全球首款配有液晶显示屏的数码相机，卡西欧QV-10。
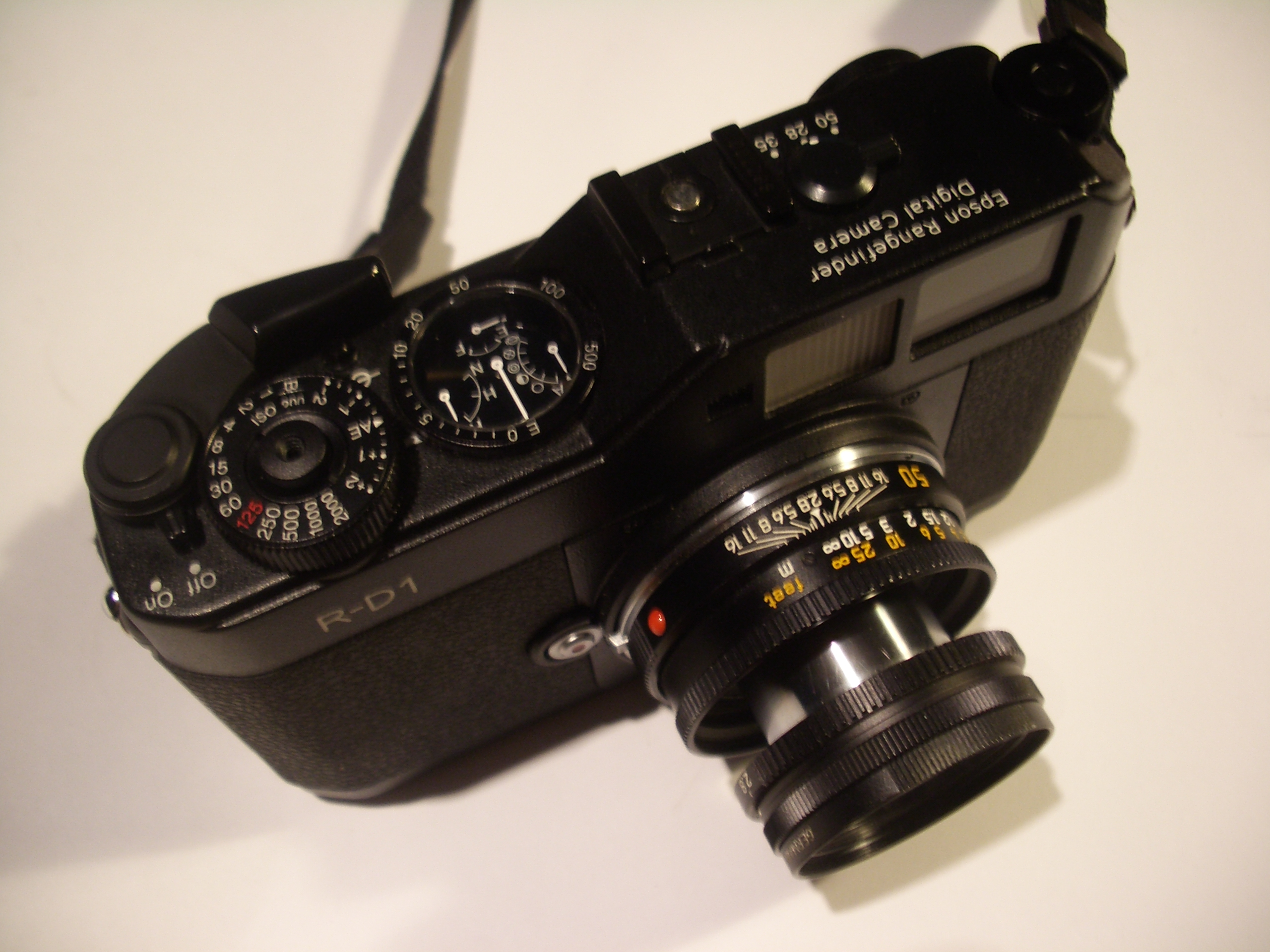
爱普生公司于2004年推出的全球首款数码旁轴相机，爱普生R-D1
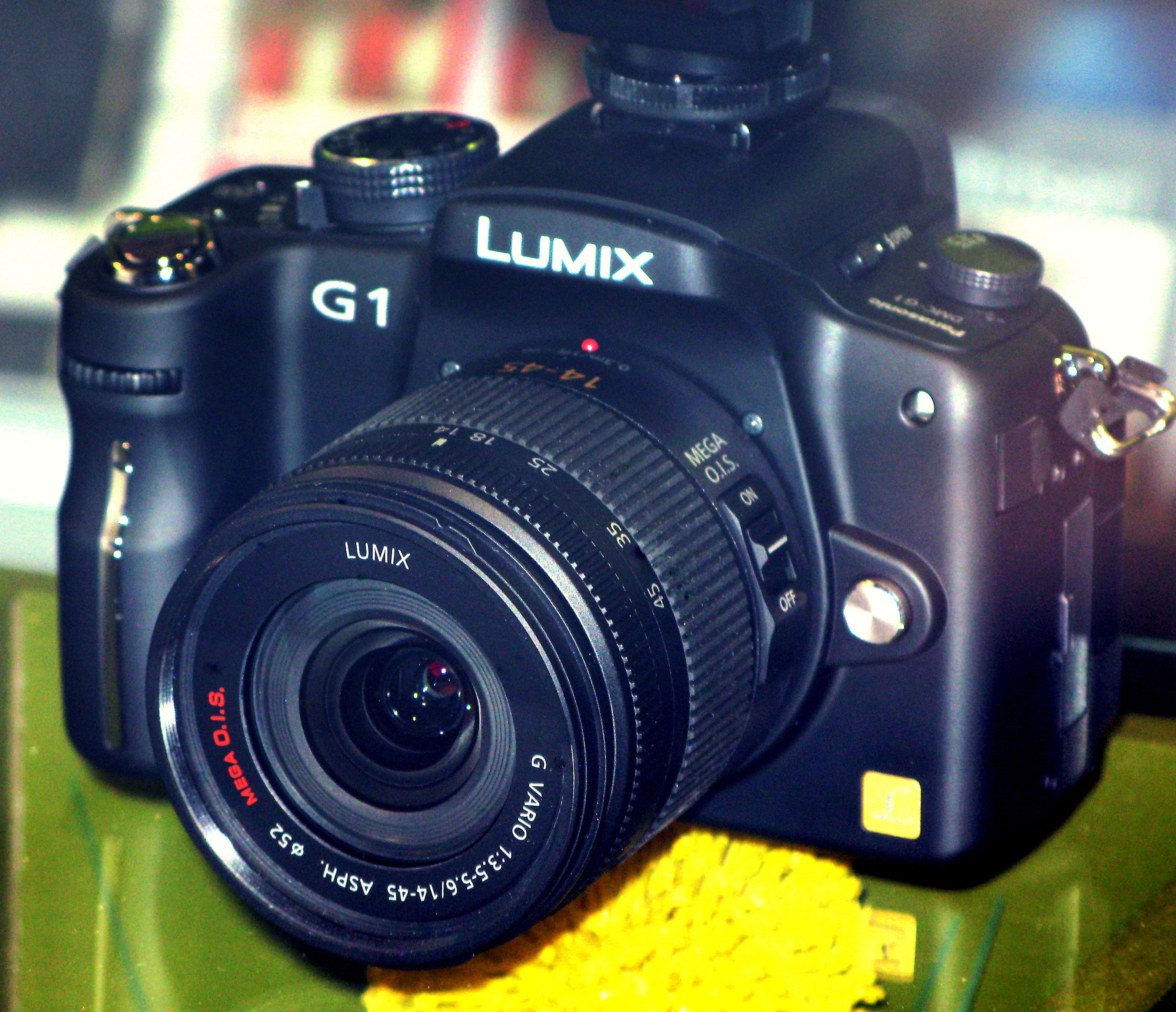
松下公司于2008年推出的全球第一款微单相机，松下Lumix DMC-G1
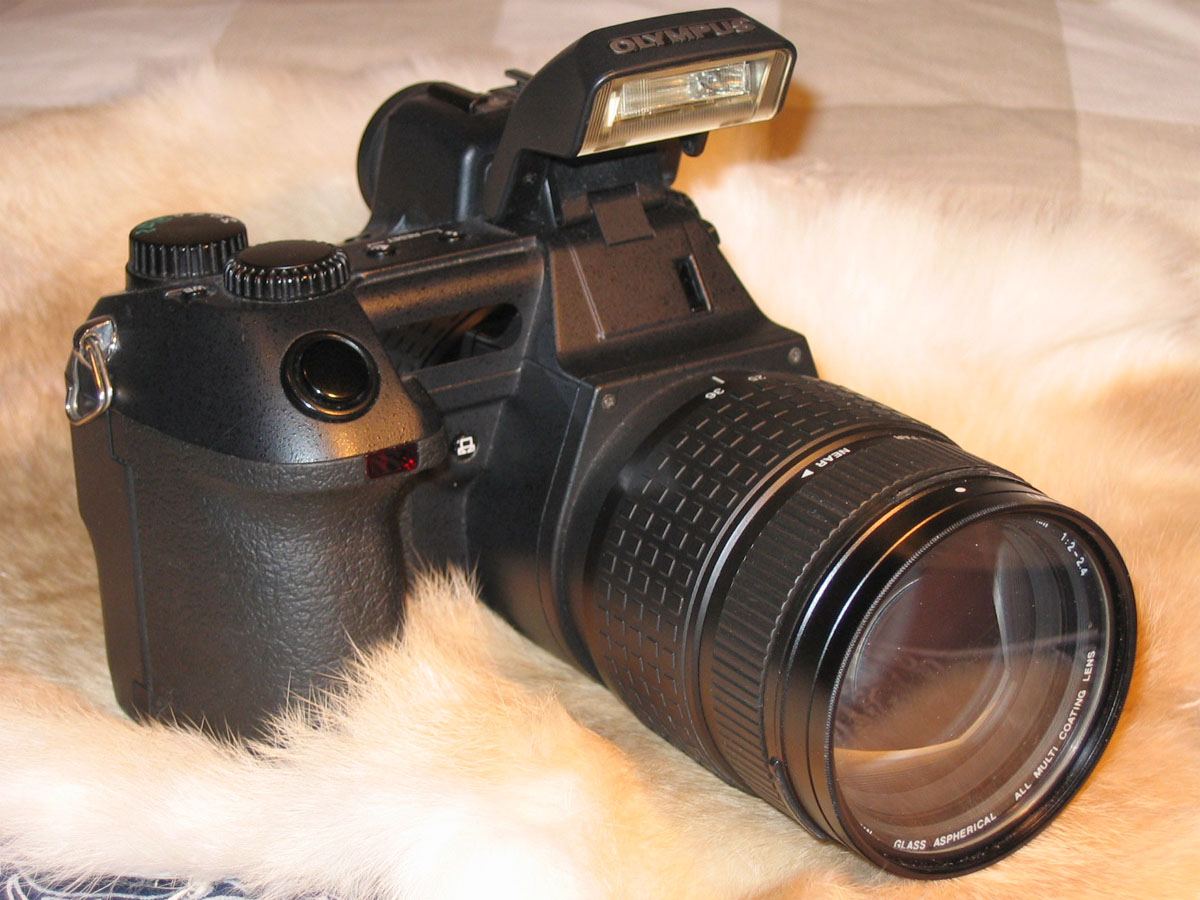
奥林巴于2000年推出的全球首款配有液晶显示屏的数码单反相机，奥林巴斯E-10 (镜头不可交换)
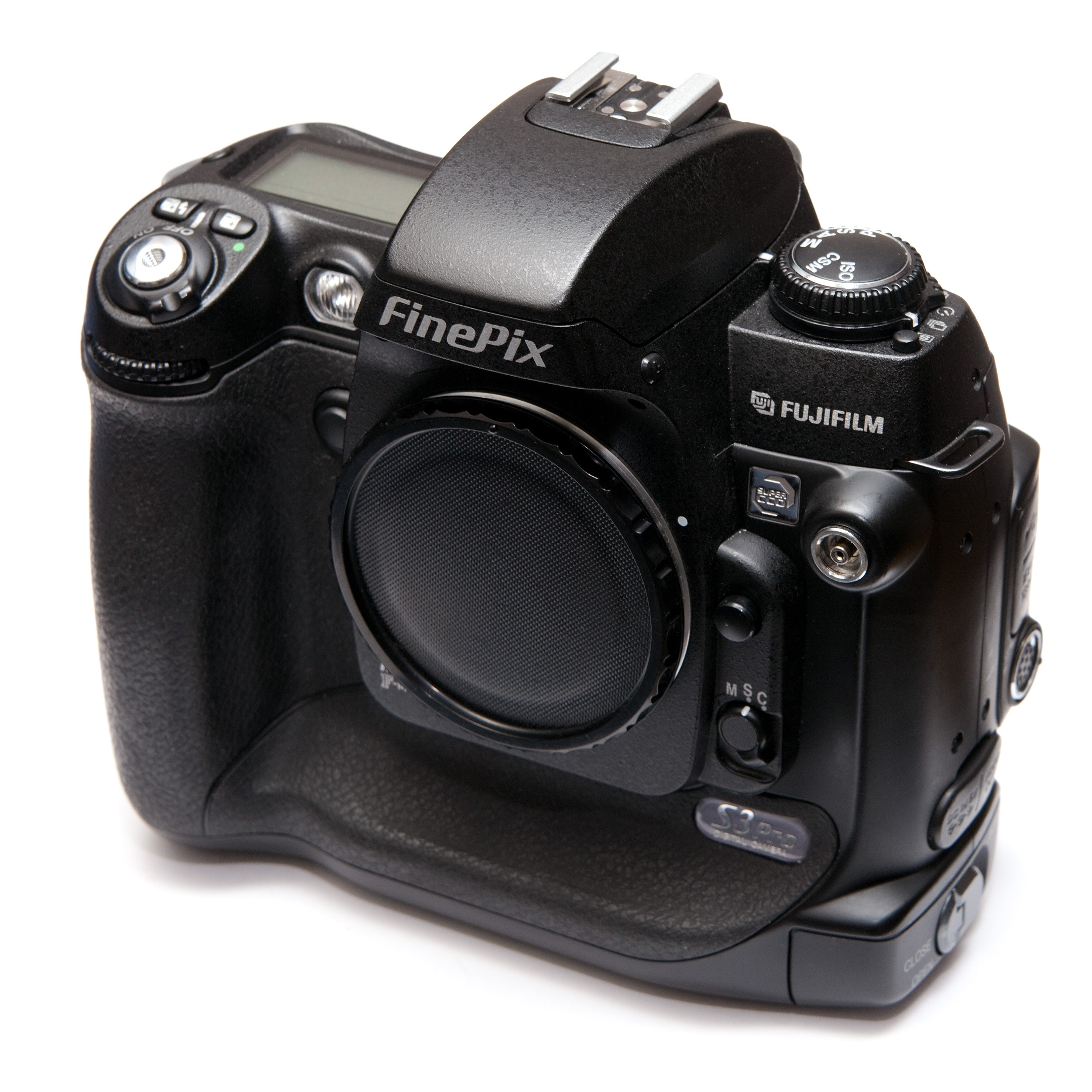
富士公司于2004年推出的全球首款配有液晶显示屏的数码单反相机，富士FinePix S3 Pro
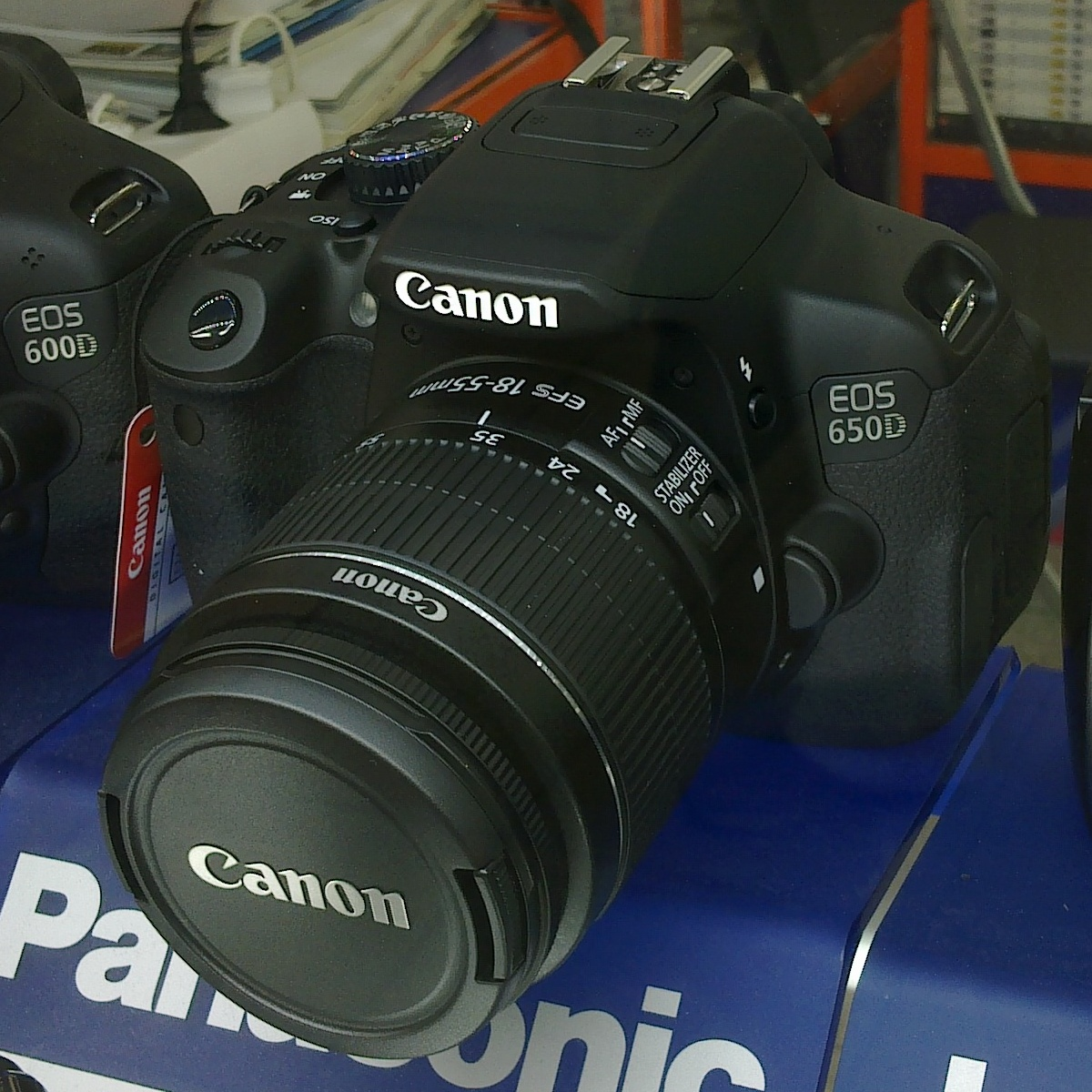
佳能公司于2012年推出的全球首款触屏数码单反相机，佳能650D
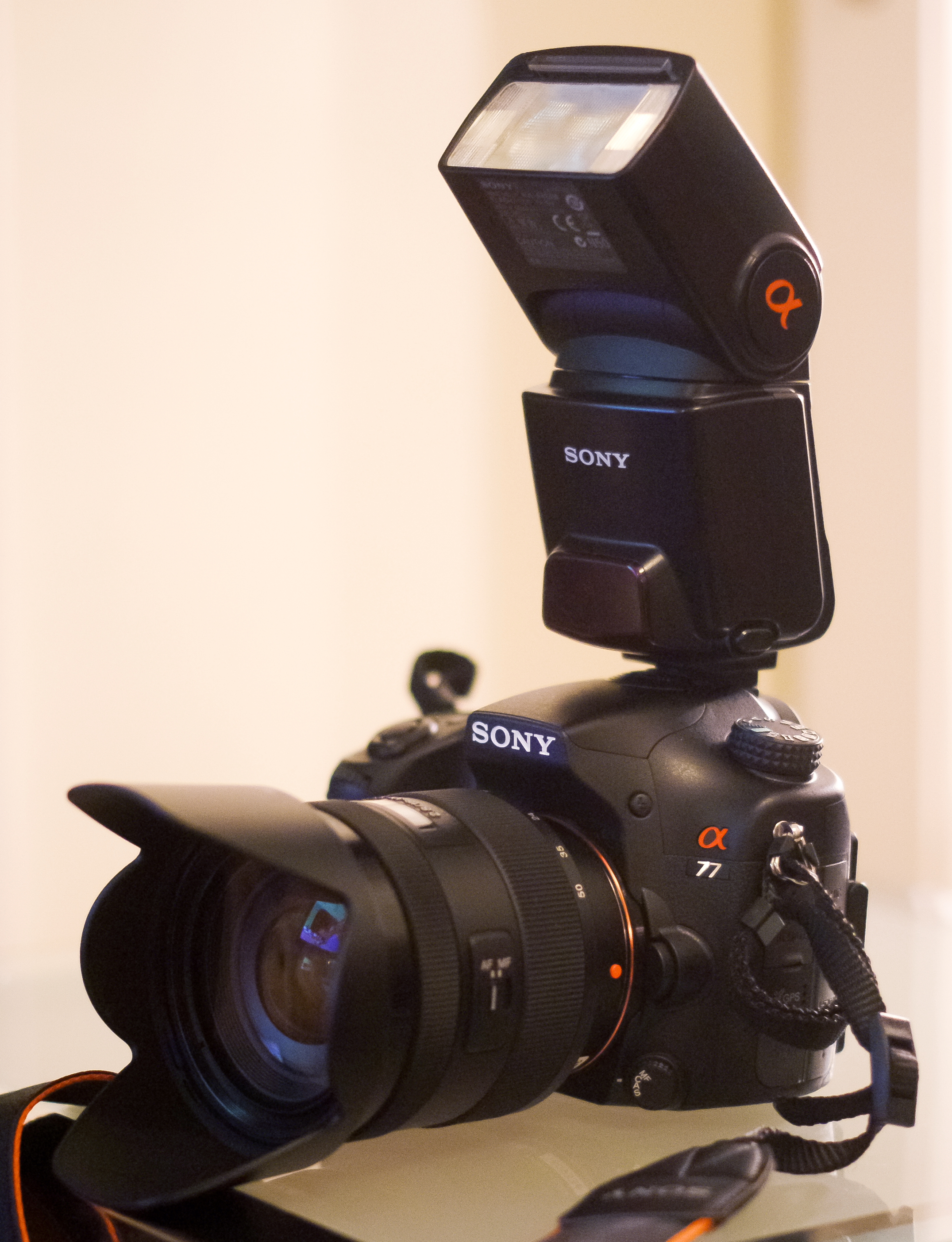
索尼公司于2011年推出的全球首款OLED取景器单电相机，索尼Alpha 77
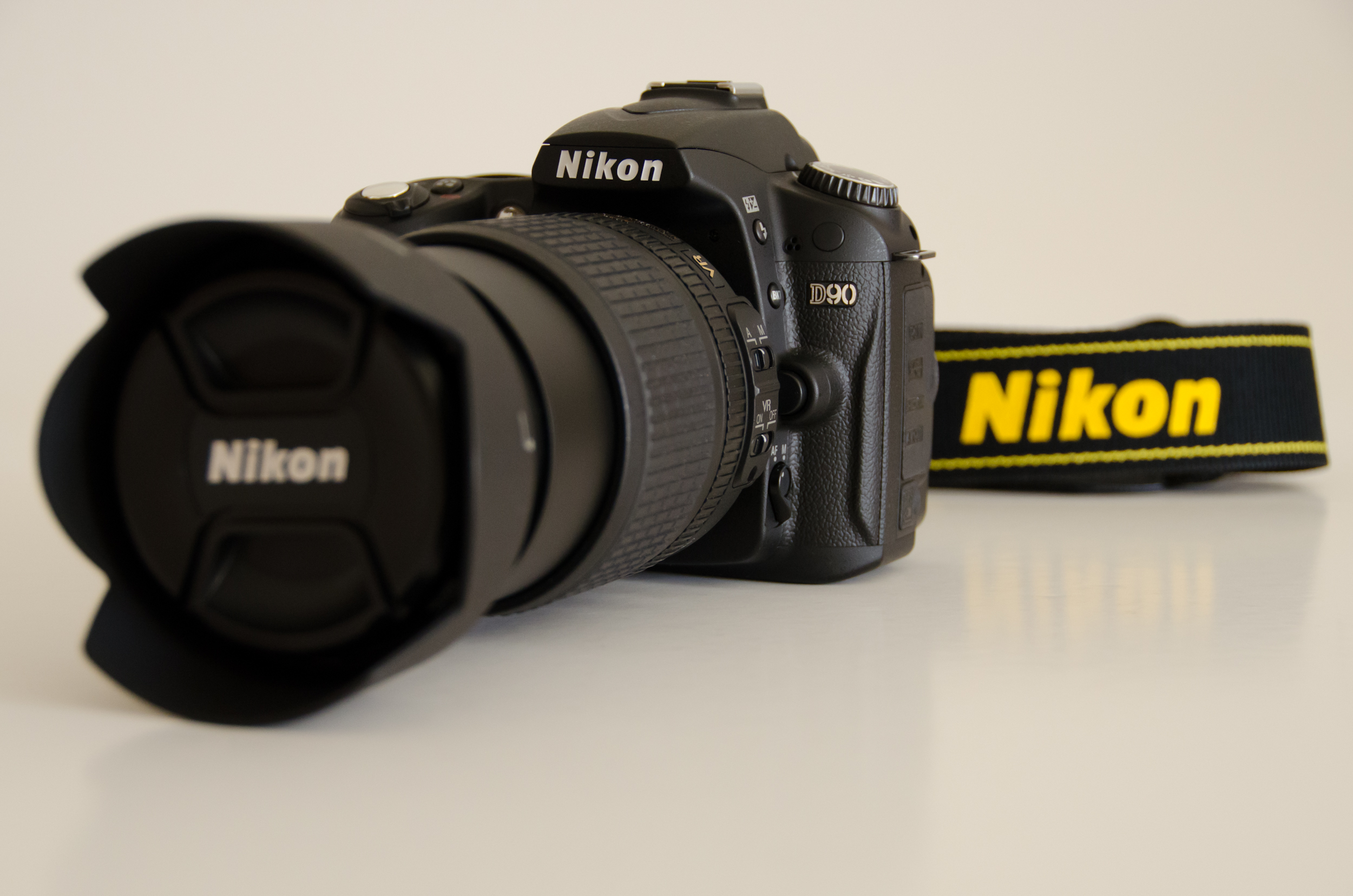
尼康公司于2008年推出的全球首款HD摄像功能的数码单反相机D90
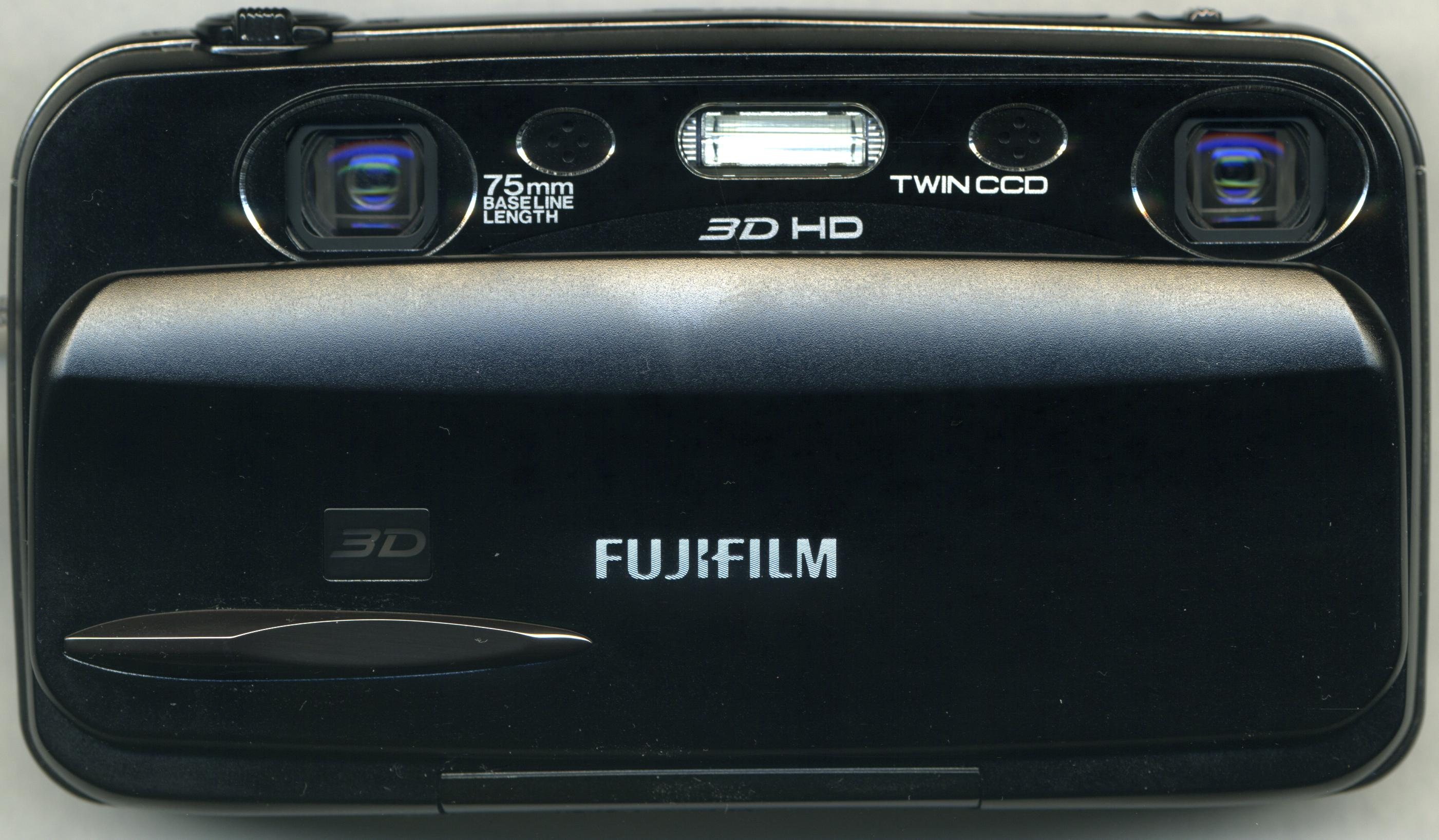
富士公司于2009年推出的世界上第一款3D映像数码相机，富士FinePix REAL 3D W1
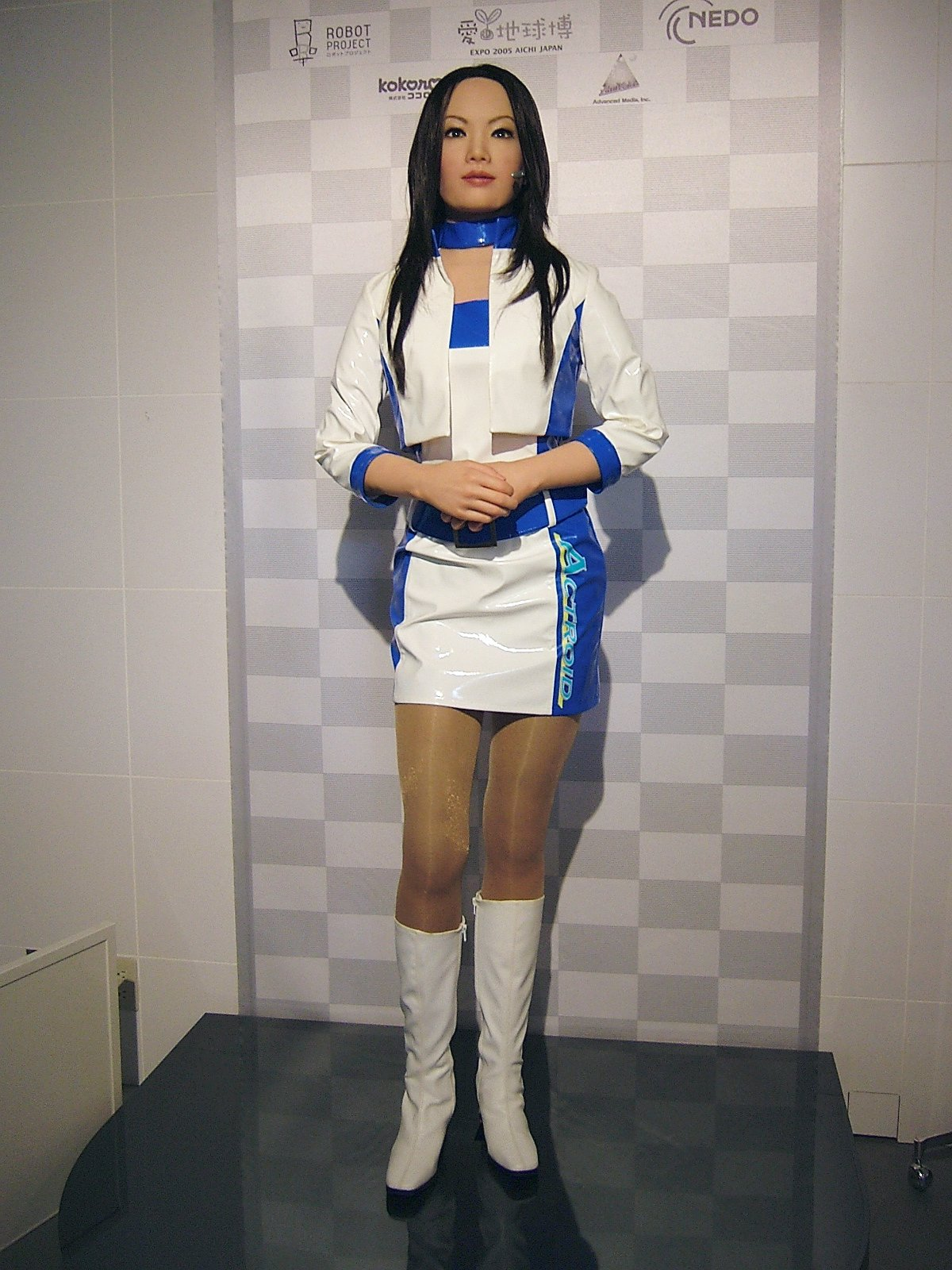
Kokoro Dreams公司于2003年东京机器人展览会展示的世界上第一个仿真机器人DER1
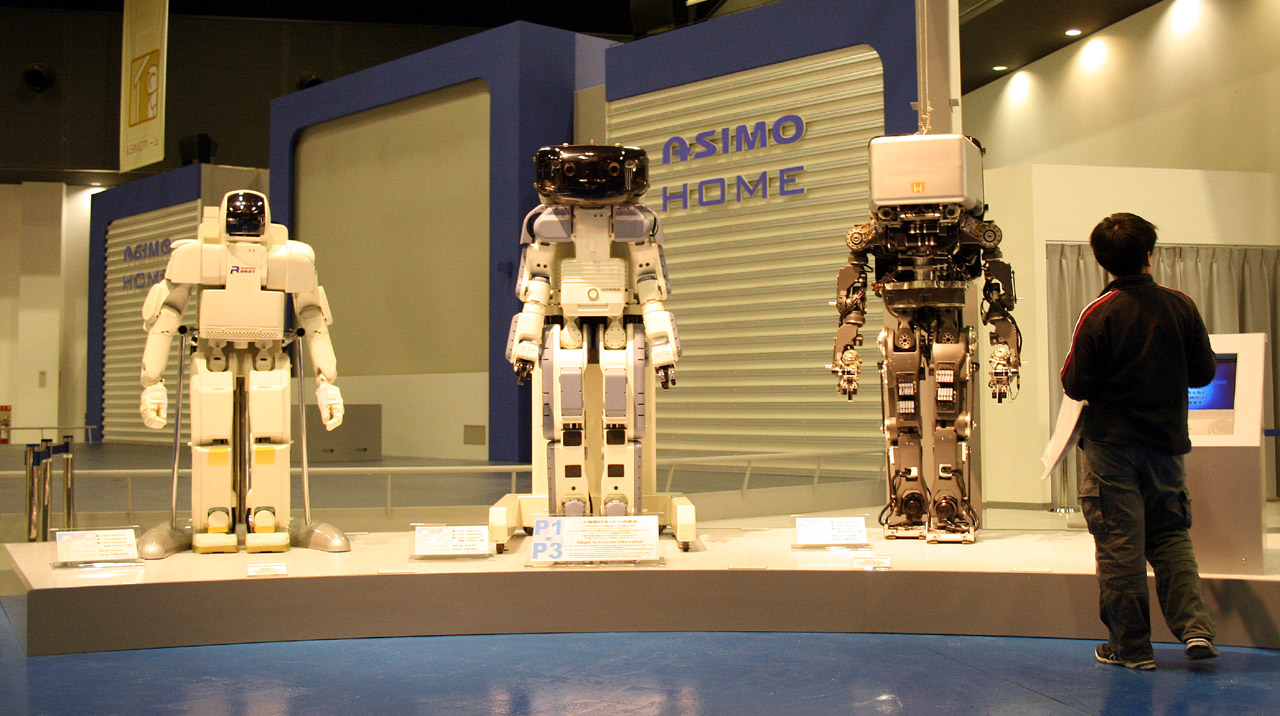
本田P3、P2、P1人形机器人
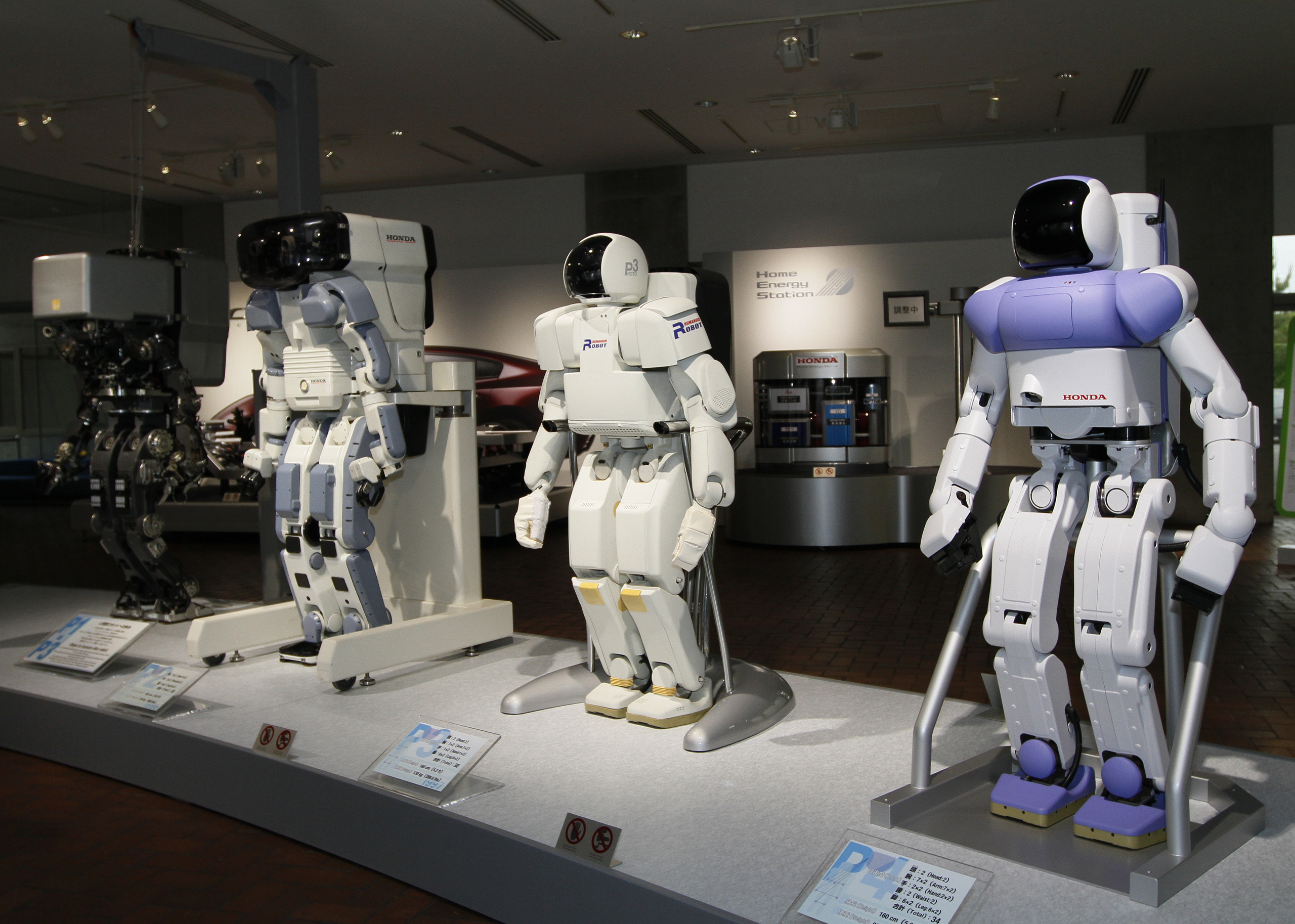
本田P1、P2、P3、P4人形机器人
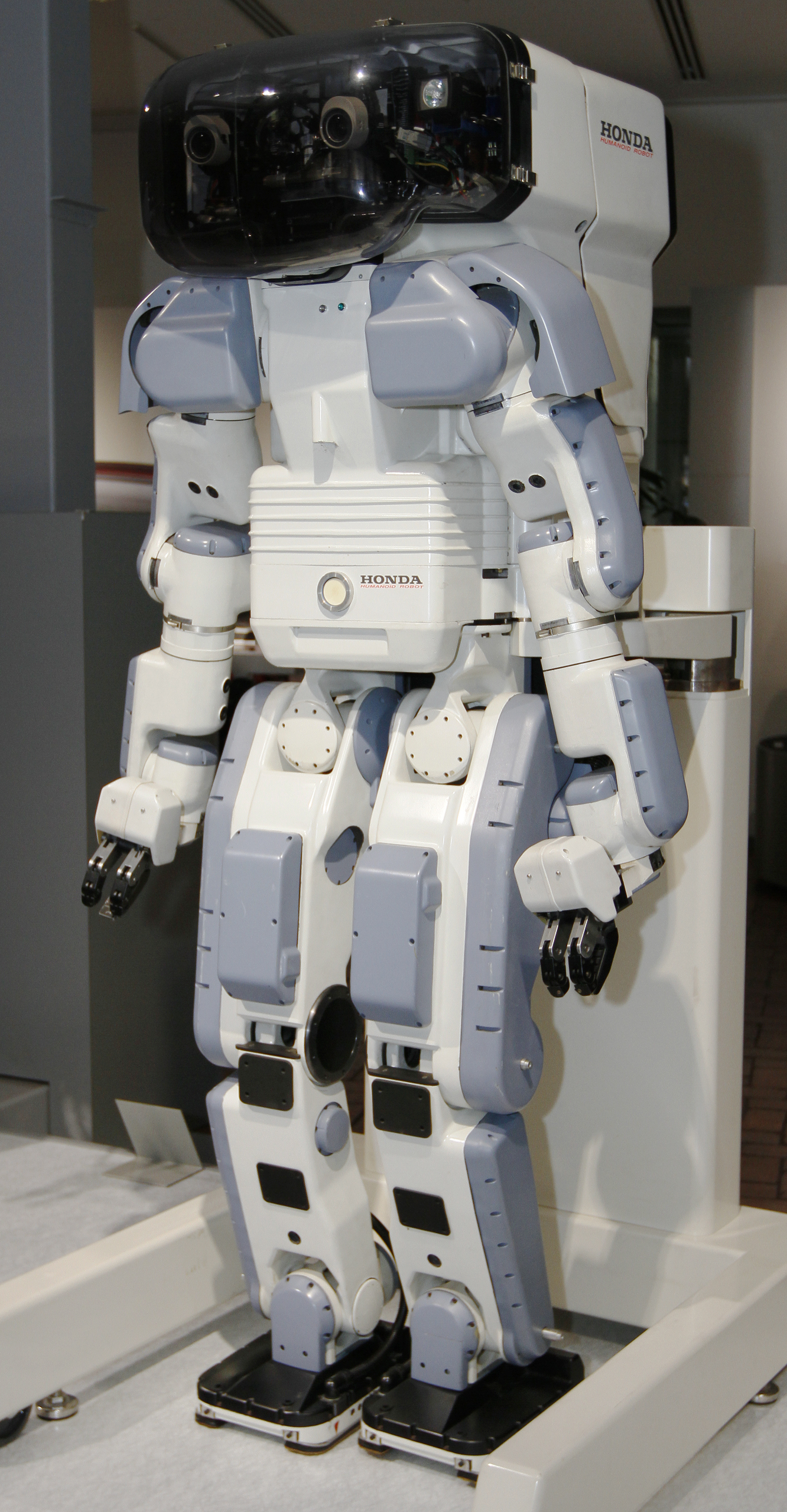
本田公司于1996年发布的世界上第一个自主人形机器人P2
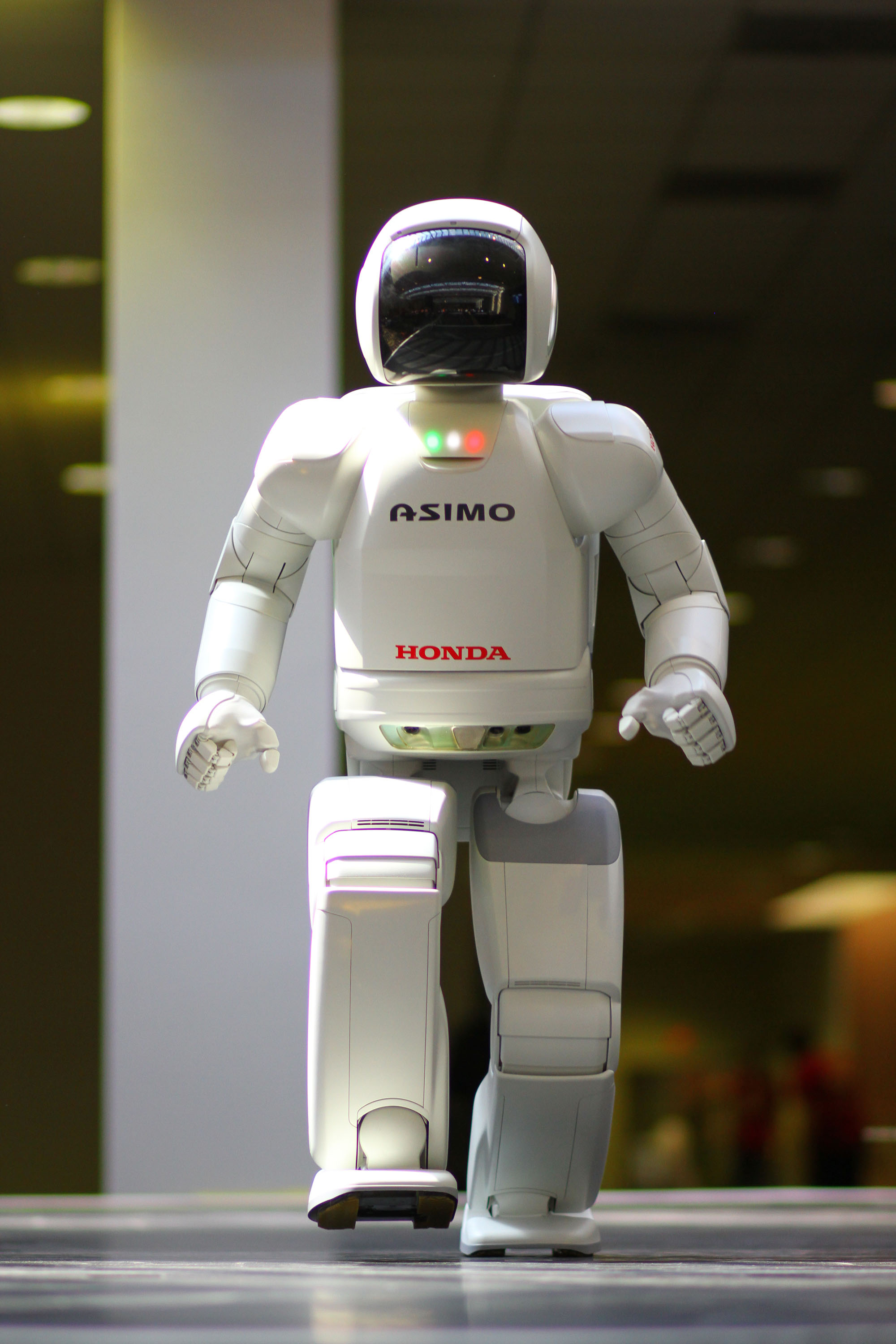
本田公司于2000年推出的世界上第一个智能机器人ASIMO
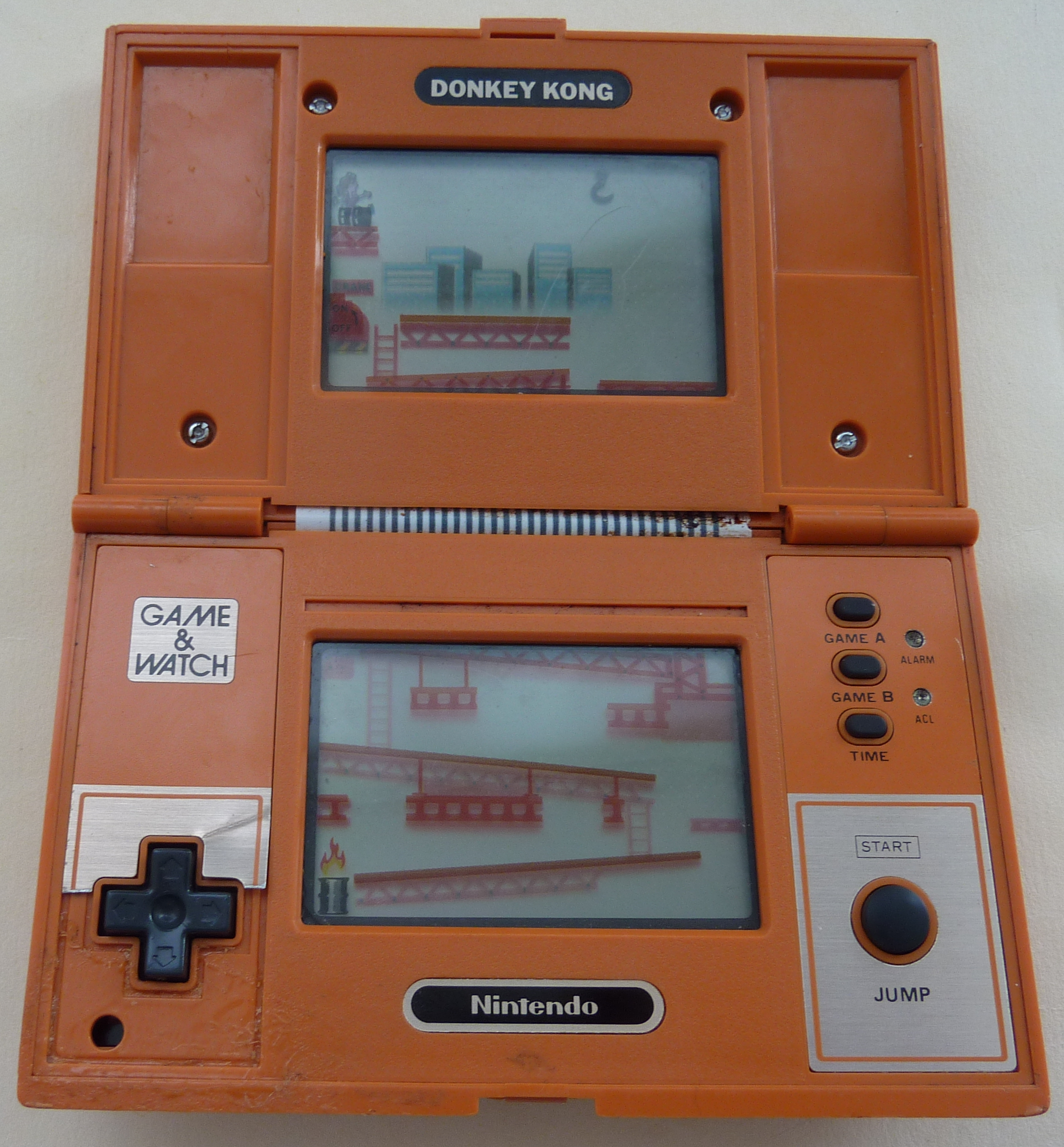
任天堂于1982年推出的Game & Watch版大金刚控制器上的D-pad
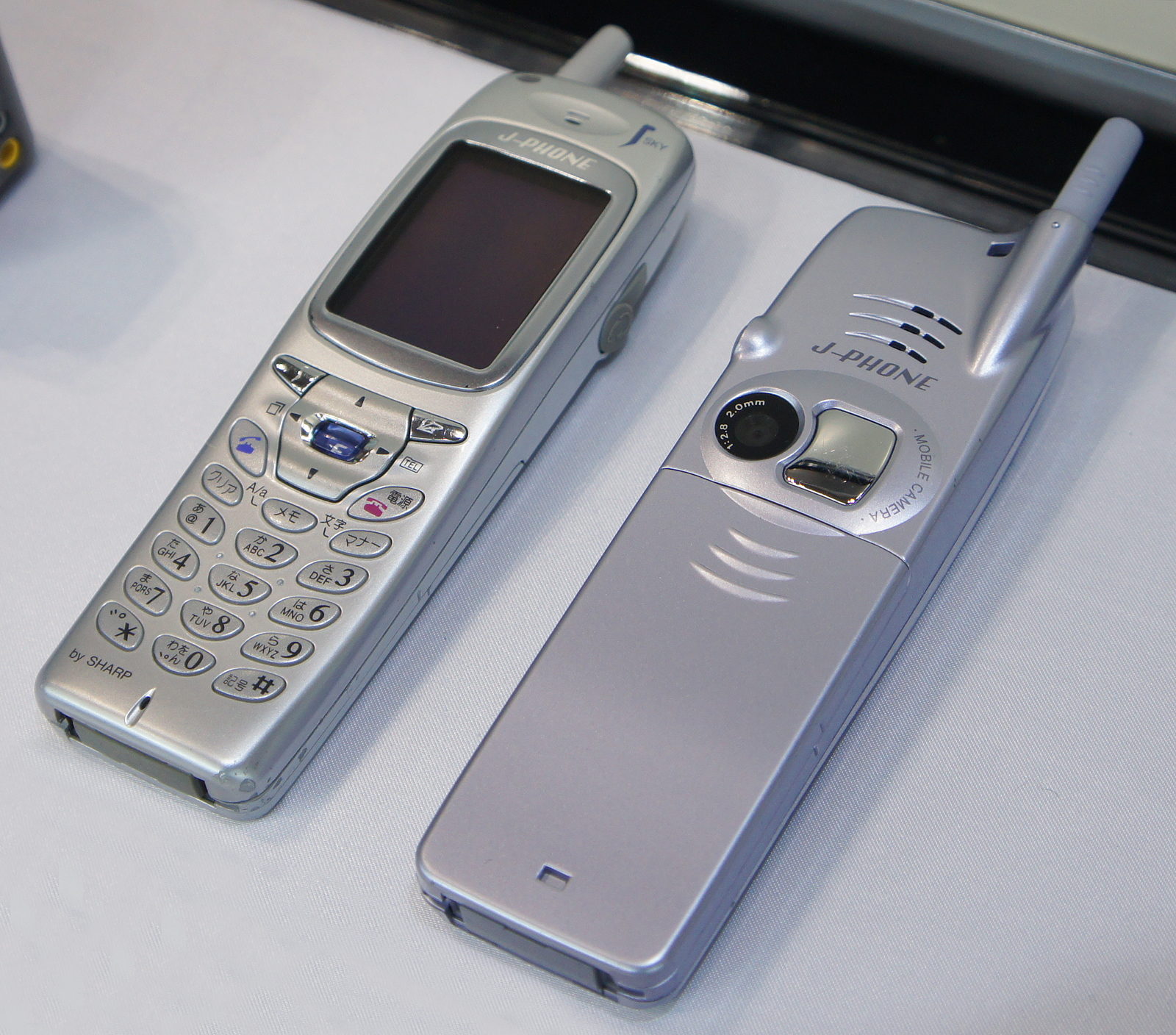
夏普公司于2000年推出的全球首款真正的拍照手机夏普J-SH04
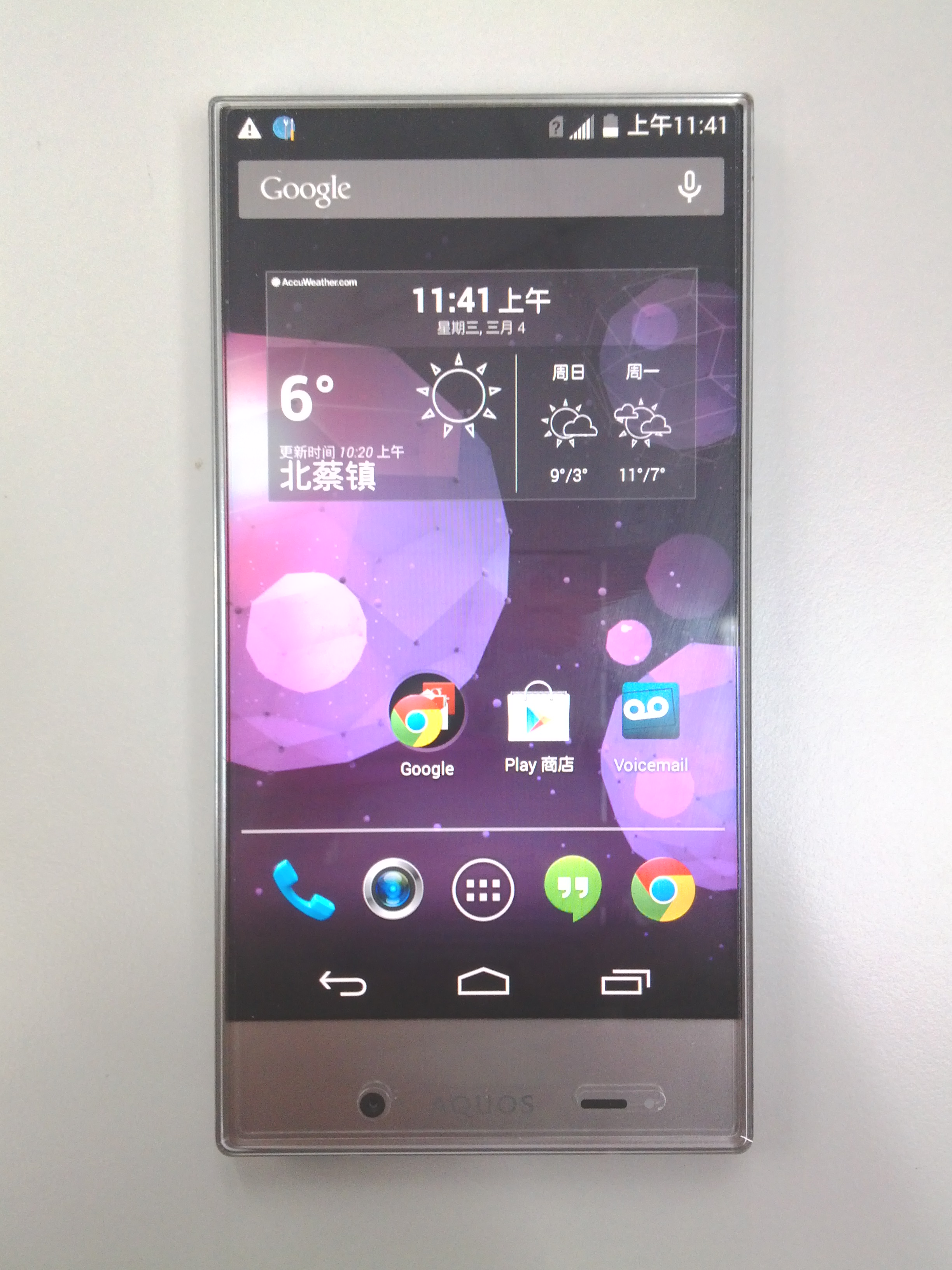
夏普公司于2014年推出的全屏安卓智能手机AQUOS Crystal 305SH/306SH
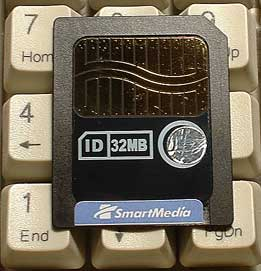
夏普公司于1999年推出的摄像机VN-EZ1上采用的东芝SmartMedia存储卡
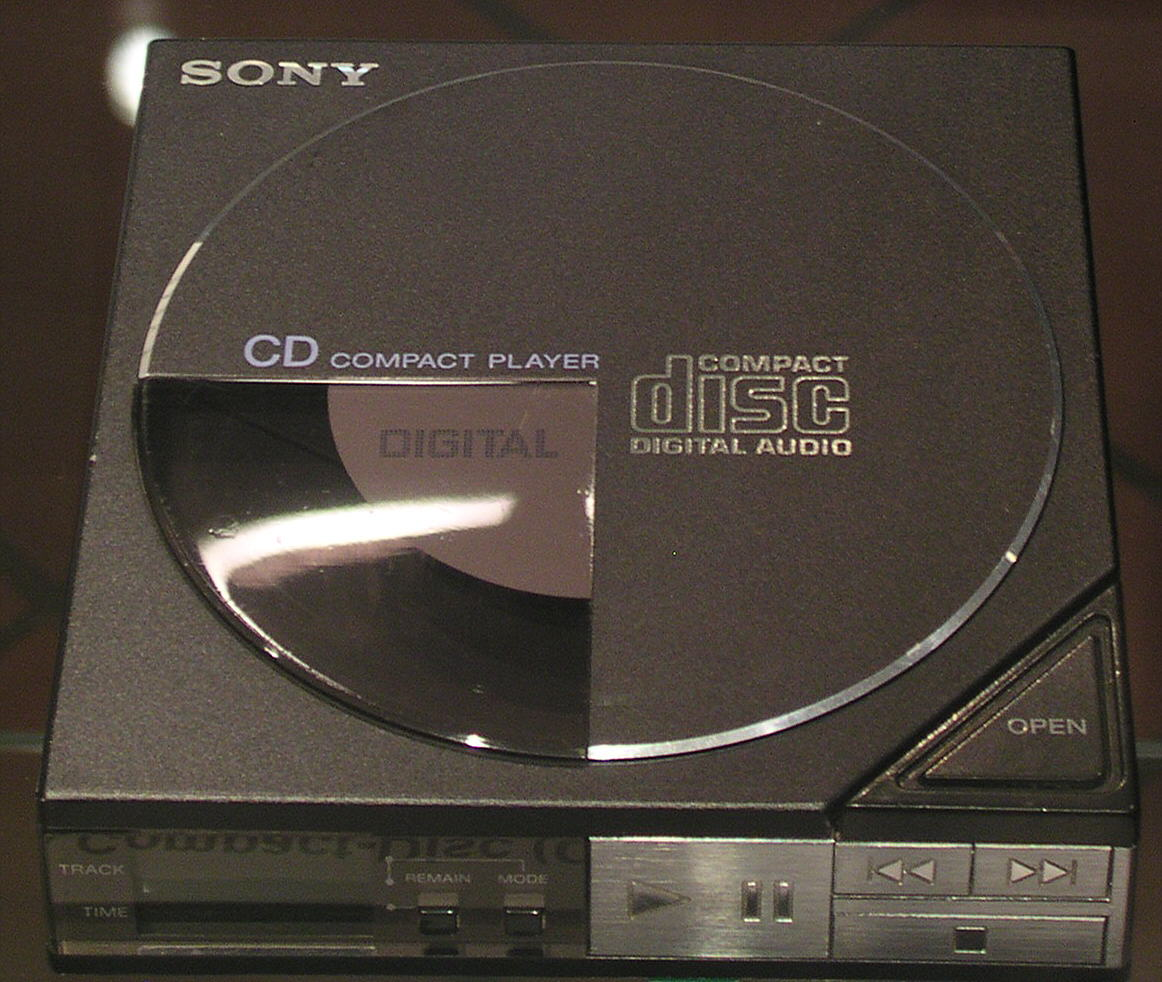
索尼公司於1984年推出的第一款Discman，索尼D-50
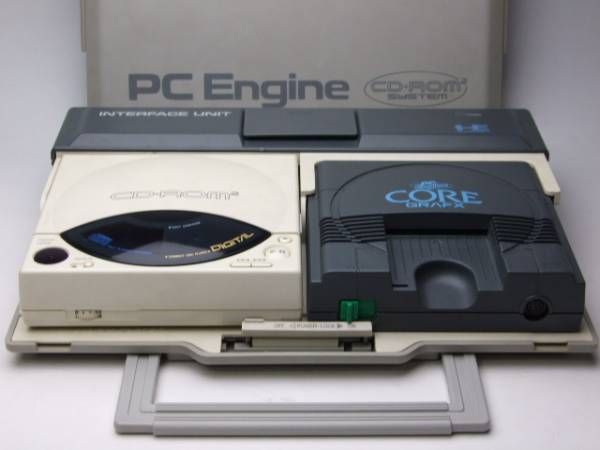
NEC公司于1988年推出的全球第一款游戏主机光盘扩充设备PC-Engine CD-ROM²，其右为主机PC Engine的升级版PC Engine CoreGrafx
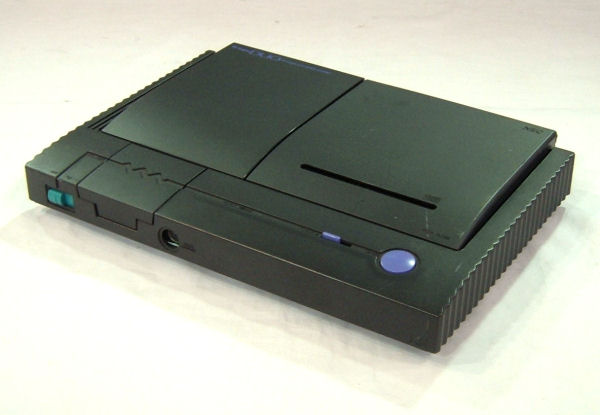
NEC公司于1991年推出的全球第一款内置光驱的游戏主机PC Engine Duo
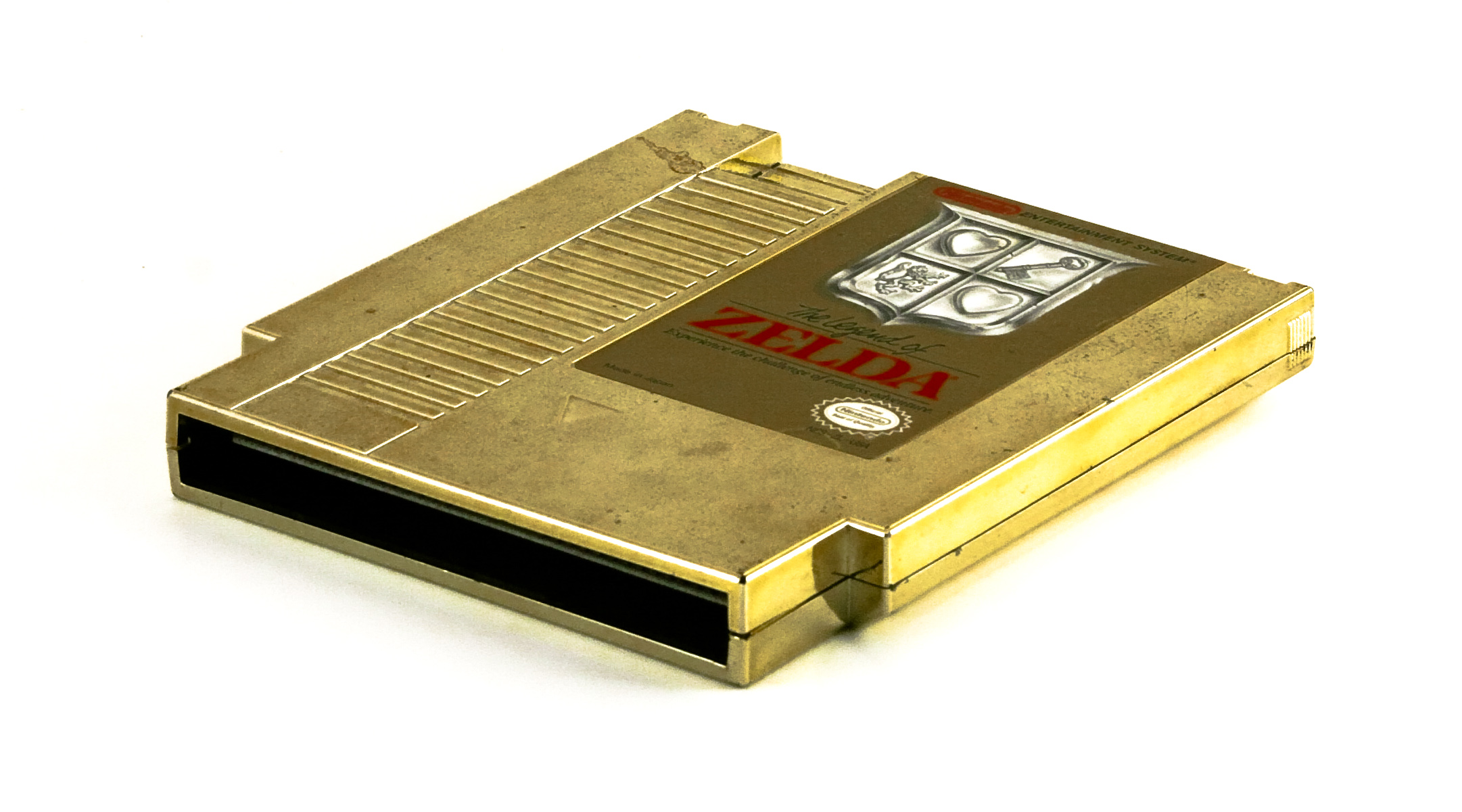
任天堂公司于1987年7月在北美推出的全球第一款可存档的卡带游戏塞尔达传说
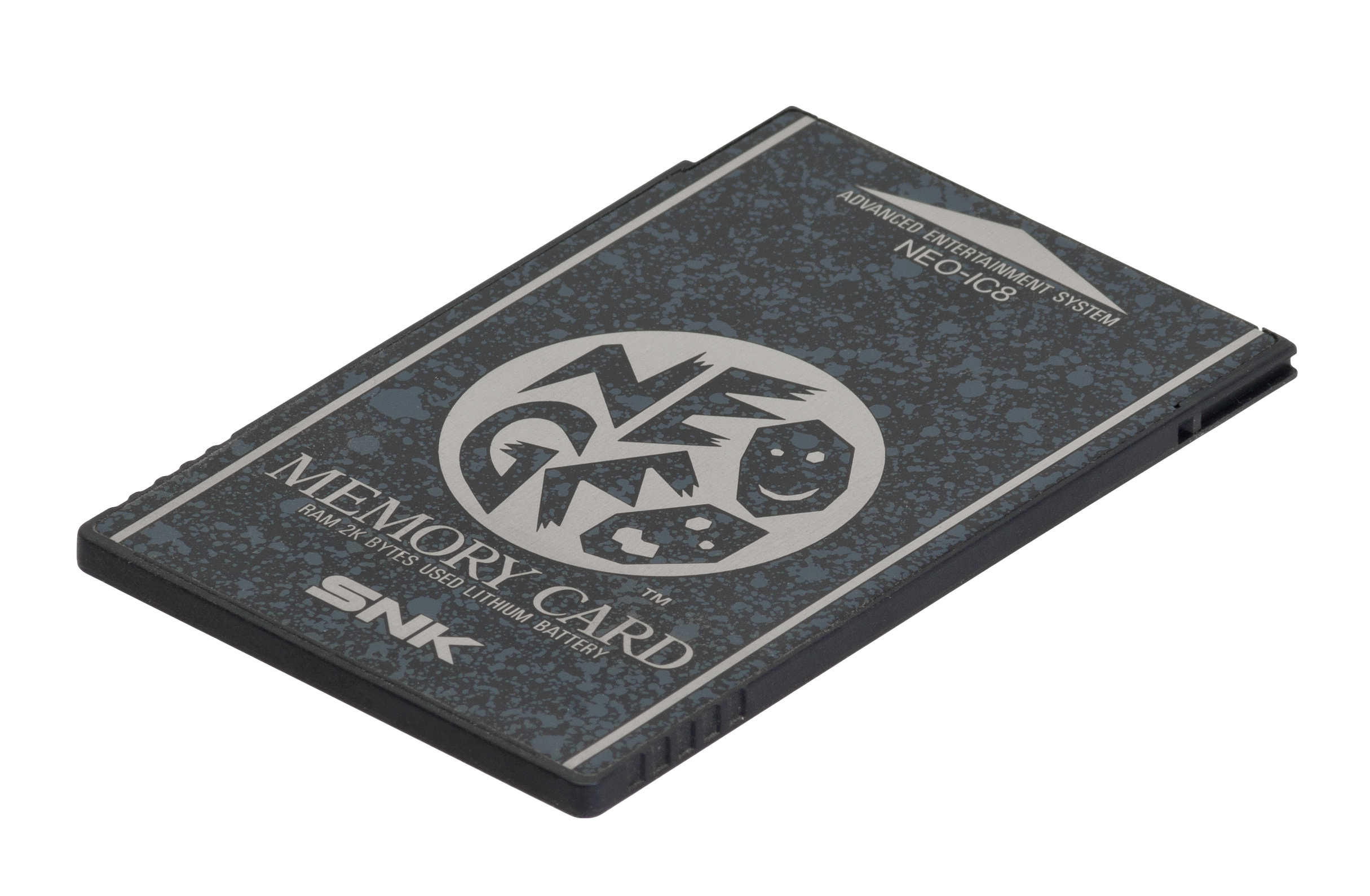
日本SNK公司于1990年推出的全球第一款游戏主机存储卡Neo Geo Memory Card
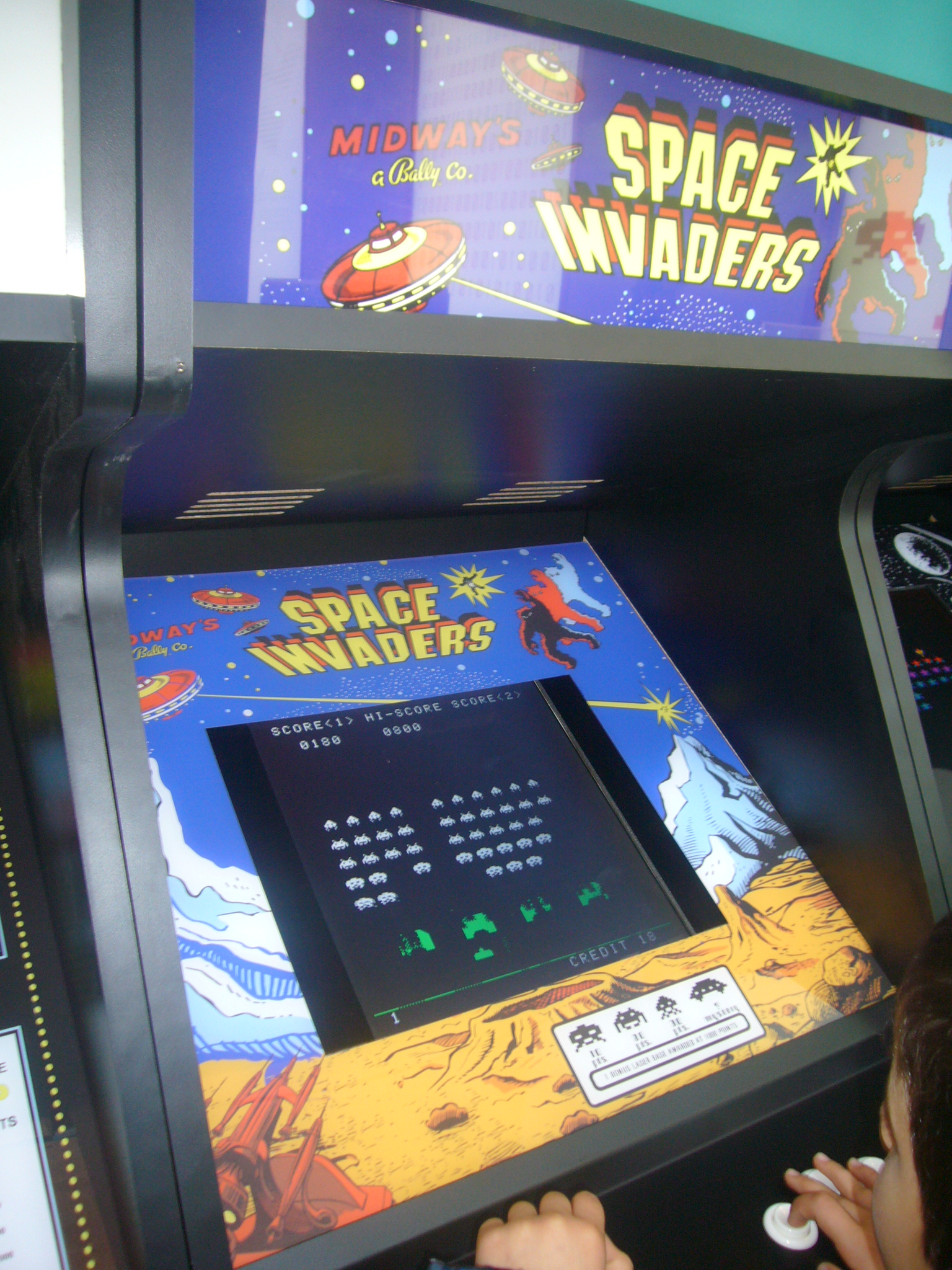
日本太东公司于1978年推出的全球第一台可保存高分纪录的街机游戏太空侵略者 (美版)
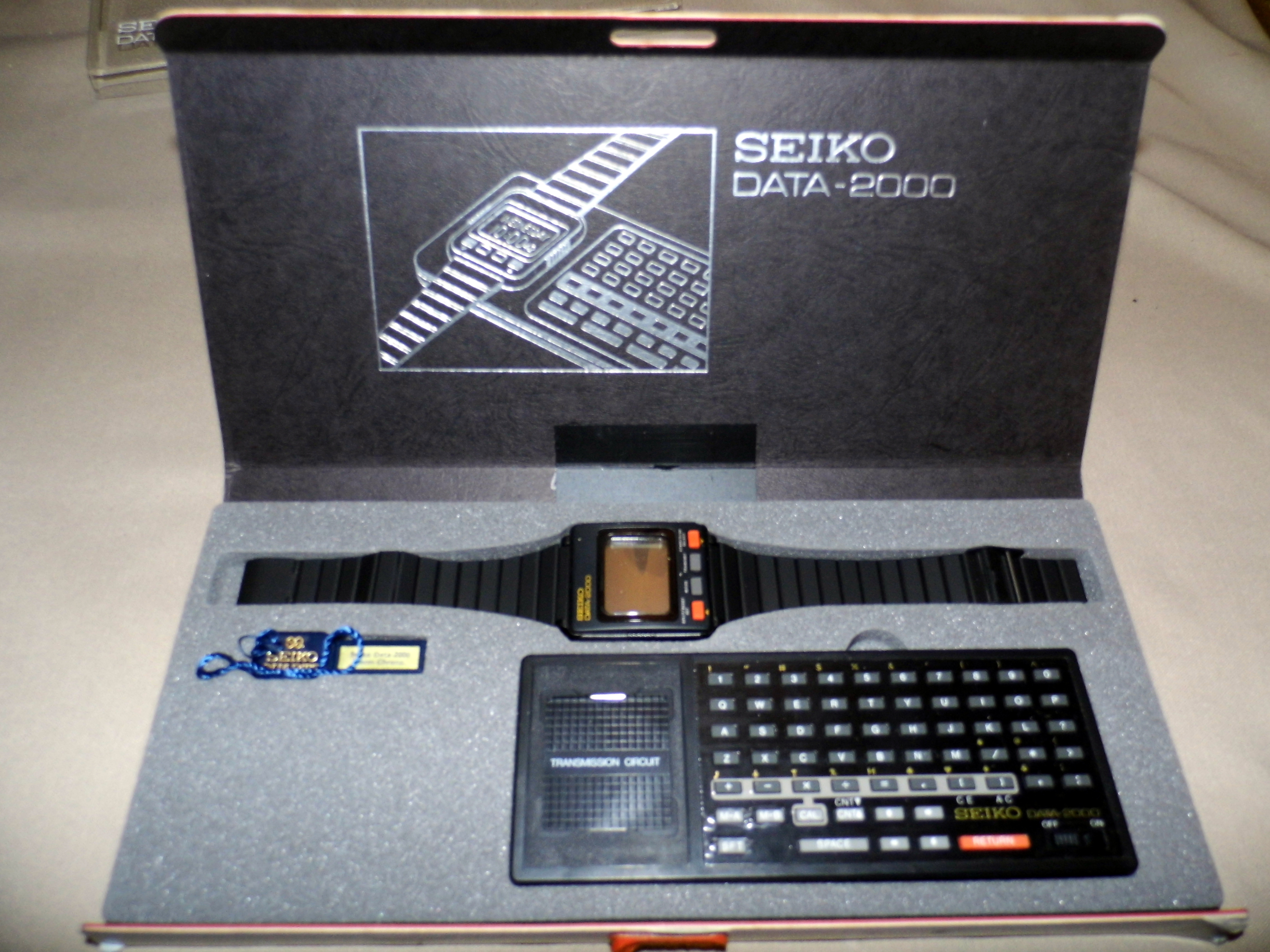
精工愛普生于1983年推出的键盘机计算机手表Data-2000
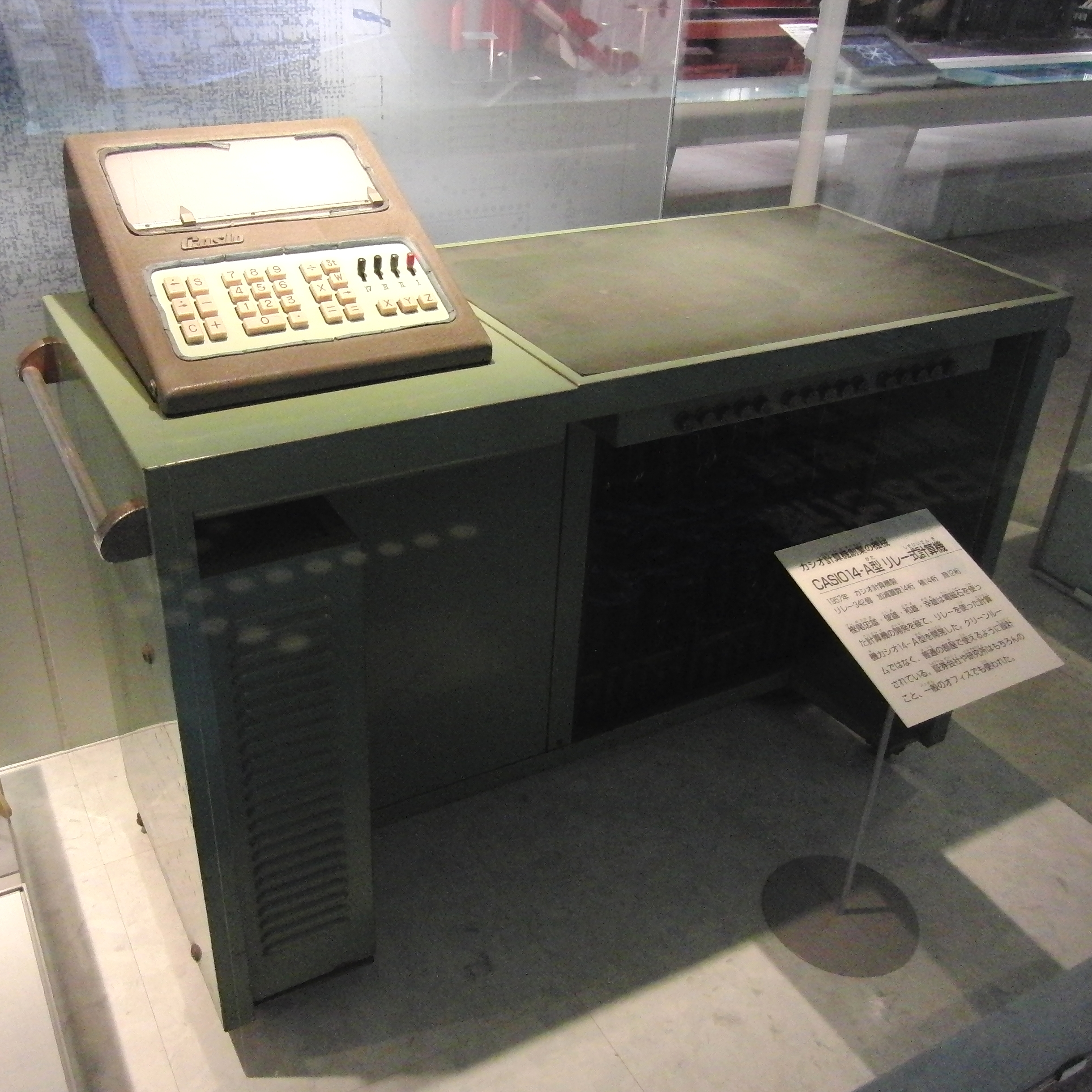
卡西欧公司于1957年推出的世界上第一款全电动式计算器14-A，当时是最小的电子计算器
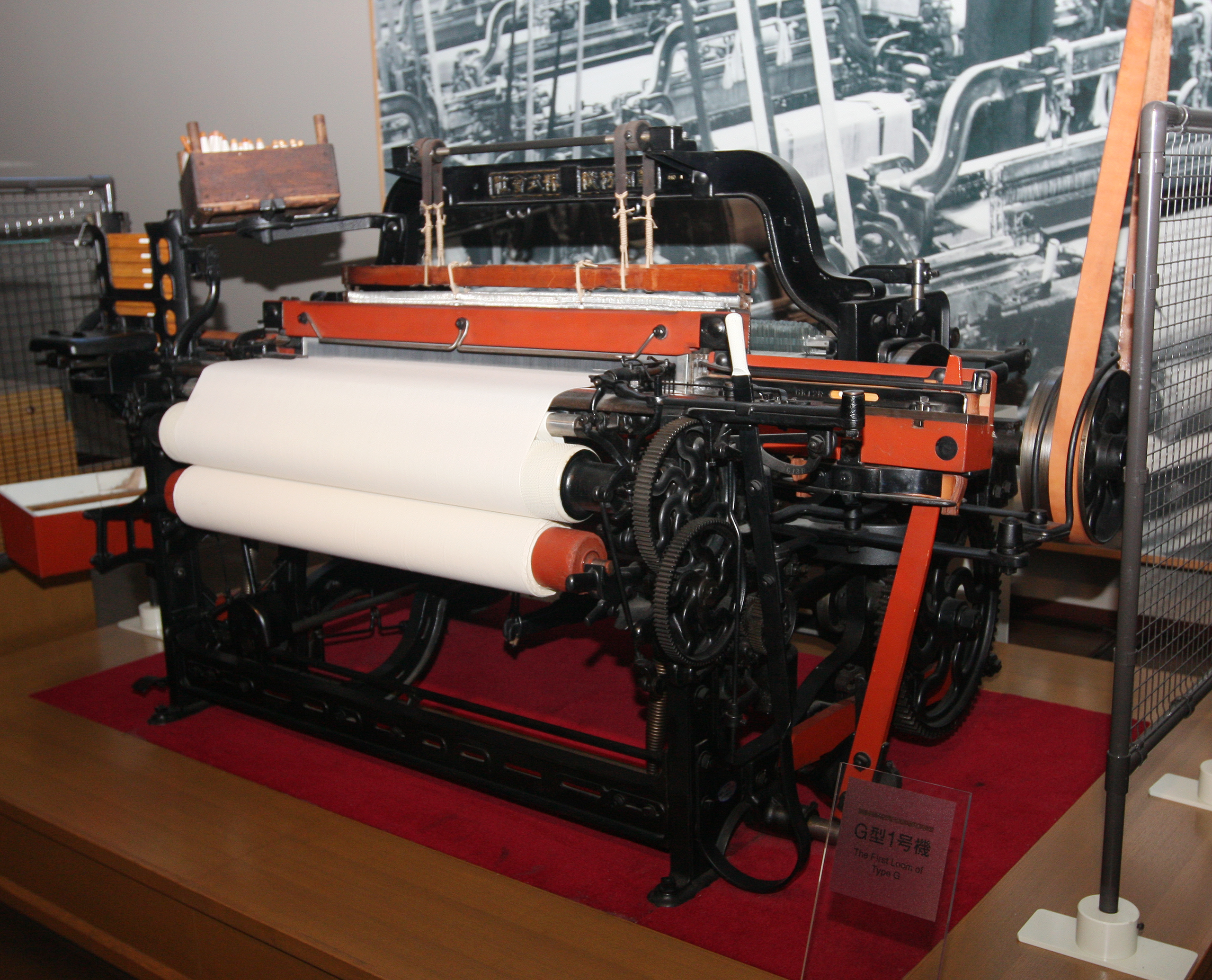
丰田公司于1924年制造的世界上第一台自动织布机Type G
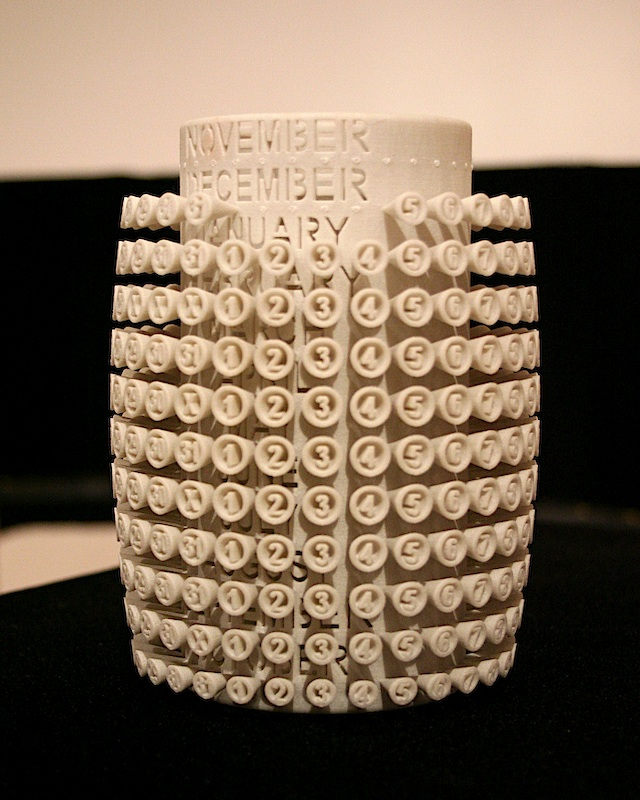
快速成型技术生成的模型，快速成型的概念由1981年日本兒玉秀男第一次提出